# Call Me by Your Name
Call Me by Your Name (tạm dịch: Gọi em bằng tên anh) là một bộ phim điện ảnh thuộc thể loại tình cảm – chính kịch – tuổi mới lớn ra mắt vào năm 2017 do Luca Guadagnino đạo diễn và James Ivory chắp bút, dựa trên cuốn tiểu thuyết cùng tên xuất bản vào năm 2007 của André Aciman. Đây là tác phẩm cuối cùng trong bộ ba mang tên "Desire" của đạo diễn Guadagnino, sau I Am Love (2009) và A Bigger Splash (2015). Lấy bối cảnh vùng nông thôn miền Bắc nước Ý năm 1983, Call Me by Your Name xoay quanh mối quan hệ lãng mạn giữa cậu thiếu niên 17 tuổi Elio Perlman (Timothée Chalamet) và sinh viên 24 tuổi người Mỹ – Oliver (Armie Hammer) – trợ lí thực tập cho cha của Elio (Michael Stuhlbarg), một giáo sư khảo cổ học. Bộ phim cũng có sự góp mặt của các nữ diễn viên người Pháp Amira Casar, Esther Garrel và Victoire Du Bois.
Call Me by Your Name bắt đầu được phát triển từ năm 2007 khi hai nhà sản xuất là Peter Spears và Howard Rosenman mua bản quyền màn ảnh cho cuốn tiểu thuyết của Aciman. Ivory được chỉ định trở thành đồng đạo diễn, nhưng tới năm 2016 ông quyết định từ bỏ vai trò này để Guadagnino – người trước đó vốn giữ vai trò cố vấn địa điểm – lên nắm toàn quyền chỉ đạo kiêm sản xuất bộ phim. Tác phẩm điện ảnh đón nhận tài trợ từ một số công ty quốc tế và ghi hình tại Crema, Lombardia,Ý từ tháng 5 đến tháng 6 năm 2016. Sayombhu Mukdeeprom tiến hành quay phim trên loại phim 35mm. Đoàn làm phim đã dành nhiều tuần để trang trí căn biệt thự Villa Albergoni – một trong những địa điểm quay chính của tác phẩm. Đích thân đạo diễn Guadagnino chọn lựa âm nhạc cho phim, trong đó có hai ca khúc gốc được sáng tác và thể hiện bởi ca sĩ kiêm sáng tác nhạc người Mỹ Sufjan Stevens.
Call Me by Your Name được phân phối cho hãng Sony Pictures Classics trước khi trình chiếu lần đầu tiên tại Liên hoan phim Sundance vào ngày 22 tháng 1 năm 2017. Sau đó phim phát hành tại Vương quốc Anh vào ngày 27 tháng 10 năm 2017, ở Hoa Kỳ vào ngày 24 tháng 11 năm 2017 và công chiếu rộng rãi từ ngày 19 tháng 1 năm 2018. Bộ phim ngay lập tức nhận được nhiều lời khen ngợi, đặc biệt dành cho kịch bản của Ivory, sự chỉ đạo của Guadagnino và diễn xuất của Chalamet, Hammer, Stuhlbarg. Những yếu tố này cùng với phần âm nhạc và bối cảnh cũng được đánh giá cao đã giúp tác phẩm gặt hái nhiều đề cử và giải thưởng ở các lễ trao giải lớn nhỏ. Tại lễ trao giải Oscar 2018, Viện Hàn lâm đề cử Call Me by Your Name tại bốn hạng mục trong đó có Phim hay nhất, tác phẩm ra về với giải Kịch bản chuyển thể xuất sắc nhất. Kịch bản phim cũng giành chiến thắng tại các lễ trao giải của Ủy ban Quốc gia về Phê bình Điện ảnh, Viện Hàn lâm Anh Quốc (BAFTA) và Hiệp hội biên kịch Mỹ. Tại lễ trao giải Quả cầu vàng lần thứ 75, phim mang về đề cử cho hạng mục Phim điện ảnh chính kịch hay nhất. Ủy ban Quốc gia về Phê bình Điện ảnh và Viện phim Mỹ đã lựa chọn Call Me by Your Name là một trong mười phim điện ảnh hay nhất năm 2017.

## Nội dung
Năm 1983, Elio là một thiếu niên Do Thái người Ý 17 tuổi, sống cùng cha mẹ tại một vùng nông thôn miền Bắc nước Ý. Mùa hè năm ấy, cha cậu—một giáo sư khảo cổ học—mời sinh viên cao học 24 tuổi người Mỹ Do Thái, Oliver, đến sống với gia đình để giúp đỡ, hỗ trợ ông trong việc nghiên cứu tài liệu. Elio, một người có tâm hồn nhạy cảm, ham đọc sách cùng tài năng âm nhạc thiên bẩm, nhận thấy bản thân có phần tương phản với tính cách đầy vô tư, cởi mở của Oliver. Cậu nhường phòng ngủ của mình cho Oliver trong khoảng thời gian anh ở lại. Elio dành nhiều thời gian mùa hè để đọc sách và đi chơi với bạn gái của mình là Marzia, còn Oliver lại bị một cô gái địa phương khác thu hút khiến Elio cảm thấy khá bất mãn.
Sau đó, Elio và Oliver bắt đầu dành nhiều thời gian bên nhau, và sự thu hút lẫn nhau giữa họ xuất hiện: bơi cùng nhau, đi dạo trong thị trấn, cùng nhau đi tìm hiểu về khảo cổ với cha của Elio. Mặc dù Elio đã bắt đầu một mối quan hệ với Marzia và khoe khoang về nó trước mặt Oliver để xem thử phản ứng của anh, nhưng càng ngày cậu càng cảm thấy bản thân mình bị thu hút bởi Oliver. Cậu lẻn vào phòng Oliver, cảm nhận mùi hương của anh còn thoang thoảng trong chiếc quần bơi. Trong một chuyến đi tới bưu điện, Elio thổ lộ tình cảm của mình với Oliver, nhưng anh khuyên cậu không nên làm vậy. Khi họ cùng nhau đi đến địa điểm bí mật của Elio, cậu đã hôn môi Oliver. Anh đáp trả nụ hôn nhưng không muốn đi xa hơn. Hai người xa cách nhau trong một vài ngày sau đó.
Để đáp lại lời nhắn muốn gặp mặt từ Elio, Oliver đặt tờ giấy ghi chú trên bàn, trong đó nói Elio đến gặp anh vào lúc nửa đêm. Elio dành cả ngày với Marzia trong khi đang khao khát gặp Oliver. Cuối cùng, vào lúc nửa đêm, cậu tiếp cận Oliver trên hiên nhà. Hai người ngủ với nhau lần đầu tiên. Nằm trên giường, Oliver nói với Elio: "Gọi anh bằng tên em và anh sẽ gọi em bằng tên anh." Họ gọi nhau bằng tên của người kia trong khi trở nên thân mật hơn cả về thể xác lẫn tinh thần. Nhiều ngày sau đó, họ phát triển gần gũi hơn, làm tình nhiều hơn trong khi vẫn giữ bí mật về mối quan hệ giữa họ. Một hôm, khi Elio đang tự thỏa mãn bằng cách xuất tinh vào một trái đào thì Oliver xuất hiện, anh cố gắng cắn lấy quả đào ấy mặc kệ sự xấu hổ của Elio. Tâm trí hoàn toàn bị hạ gục bởi Oliver vào thời điểm này, Elio bắt đầu tránh mặt Marzia.
Khi Oliver sắp phải nói lời tạm biệt, họ thấy mình rất khó khăn để vượt qua được khao khát bên nhau. Cha mẹ Elio ngầm ý thức được mối quan hệ giữa hai người nên đã cho phép họ có một chuyến đi đến Bergamo trước khi Oliver trở lại Mỹ. Cả hai dành ba ngày lãng mạn bên nhau, sau đó Oliver rời đi, còn Elio đau khổ trở về nhà. Cậu được Marzia thông cảm, cô vẫn còn muốn làm bạn. Thấy được sự tuyệt vọng của Elio, cha cậu nói với con trai mình rằng ông nhận thức được tình cảm giữa cậu và Oliver. Ông cũng thú nhận đã gần như có một mối tình tương tự khi còn trẻ và khuyên Elio hãy để cả niềm vui lẫn nỗi buồn cùng sống mãi, thay vì cố gắng quên đi mọi tổn thương một cách quá chóng vánh.
Vài tháng sau đó, trong lễ Hanukkah, Elio nhận được một cuộc gọi từ Oliver. Oliver thông báo cho gia đình Perlman rằng anh chuẩn bị kết hôn, đồng thời cũng nói với Elio rằng anh vẫn nhớ mọi chuyện. Gác máy điện thoại, Elio đau đớn ngồi nhìn ngọn lửa trong lò sưởi. Cậu thổn thức cùng những giọt lệ lăn dài trên má. Đằng sau là mẹ cậu và người giúp việc đang chuẩn bị bữa tối cho kì lễ.

## Diễn viên
- Armie Hammer trong vai Oliver
- Timothée Chalamet trong vai Elio Perlman
- Michael Stuhlbarg trong vai Samuel Perlman[a]
- Amira Casar trong vai Annella Perlman
- Esther Garrel trong vai Marzia
- Victoire Du Bois trong vai Chiara
- Vanda Capriolo trong vai Mafalda
- Antonio Rimoldi trong vai Anchise
- Elena Bucci trong vai Bambi
- Marco Sgrosso trong vai Nico
- André Aciman trong vai Mounir
- Peter Spears trong vai Isaac

## Phong cách và chủ đề
Call Me by Your Name là phần cuối cùng trong bộ ba tác phẩm của Guadagnino mang tên "Desire", trong đó hai phần còn lại là I Am Love (2009) và A Bigger Splash (2015). Guadagnino mô tả ông tiếp cận bộ phim một cách "nhẹ nhàng và đơn giản", đánh dấu sự khởi đầu mới so với các tác phẩm trước đây của ông, vốn "rất cầu kì [và] hào nhoáng". Vị đạo diễn coi bộ phim như là cách để ông bày tỏ sự tôn kính đối với "những người cha" của đời mình, bao gồm cha đẻ và các nhà làm phim mà theo Guadagnino nói đã truyền cảm hứng rất lớn cho ông: Jean Renoir, Jacques Rivette, Éric Rohmer và Bernardo Bertolucci.
Guadagnino mô tả Call Me by Your Name là một bộ phim gia đình mà mọi thành viên dù thuộc các thế hệ khác nhau đều có thể cùng thưởng thức, đồng thời cũng mang mục đích "truyền đạt những thông điệp và niềm hy vọng." Ông không nhìn nhận phim như là một tác phẩm "đồng tính nam", mà là "nét đẹp của những ý niệm mới về sự khao khát, đầy vô tư và chân thành", qua đó phản ánh phương châm sống joie de vivre của ông. Theo Guadagnino, "con người ta cần luôn thành thật với cảm xúc của chính mình, thay vì che giấu chúng hoặc tự trốn tránh bản thân". Ông coi bộ phim là sự truyền cảm hứng lớn lao cho việc "trở thành người mà bạn muốn trở thành và tự tìm ra bản chất thật của mình trong cách người khác nhìn nhận sự khác biệt."
Vị đạo diễn đã có nhiều cố gắng để tránh những sai sót mà ông nhận thấy trong hầu hết các bộ phim tuổi mới lớn, vốn luôn có diễn biến theo kiểu nhân vật chính phải giải quyết những tình huống tiến thoái lưỡng nan dễ đoán trước, thí dụ như phải đưa ra lựa chọn giữa hai người cùng theo đuổi mình. Ông cũng muốn câu chuyện chỉ đơn thuần xoay quanh hai con người "hết mình vì thực tại" chứ không đưa vào những yếu tố khác như nhân vật phản diện hay bi kịch, điều được lấy cảm hứng từ bộ phim À nos amours (1983) của đạo diễn Maurice Pialat. Guadagnino coi những cảnh tình dục trong phim phản ánh hành vi và bản chất của các nhân vật, do đó ông không có hứng thú trong việc đưa vào tác phẩm các cảnh nóng quá táo bạo. Ông giải thích ý định của mình: "Tôi muốn khán giả hoàn toàn tin vào hành trình xúc cảm của các nhân vật và cảm nhận được thế nào là tình đầu... Với tôi, tạo ra sự đồng cảm mạnh mẽ nơi khán giả là rất quan trọng, bởi vì toàn bộ tư tưởng của bộ phim là một người khác có thể khiến bạn trở nên đẹp đẽ hơn, người ấy thức tỉnh và đề cao, trân trọng bản chất của bạn."

## Quá trình sản xuất

### Phát triển

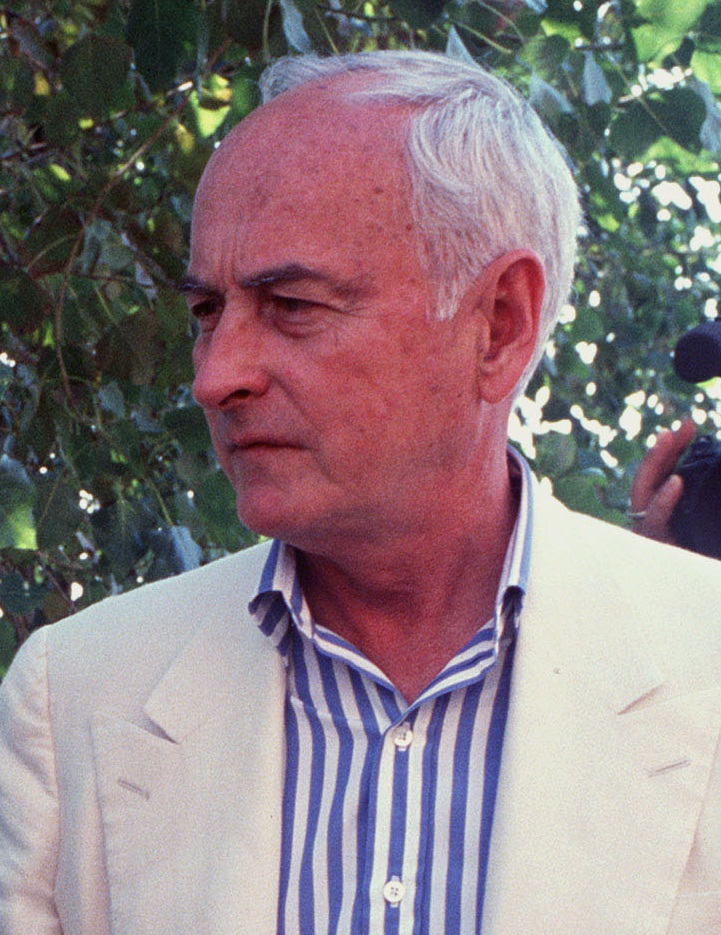
James Ivory (ảnh chụp tháng 9 năm 1991), người dành chín tháng để "thai nghén" kịch bản cho bộ phim, trước đó đã gần như đảm nhiệm vai trò đồng đạo diễn.

Năm 2007, hai trong số các nhà sản xuất của bộ phim, Peter Spears và Howard Rosenman, sau khi đọc qua bản thảo cuốn tiểu thuyết đầu tay Gọi em bằng tên anh của André Aciman, đã quyết định mua bản quyền màn ảnh cho tiểu thuyết này trước cả khi nó được xuất bản. Trước đó, Rosenman lần đầu tiên được nghe về cuốn sách thông qua một người bạn trong khi ông đang quay bộ phim Milk (2008). Còn Spears, vô cùng cảm động bởi cuốn tiểu thuyết và một lòng tin tưởng rằng nó xứng đáng trở thành một tác phẩm điện ảnh, đã lần đầu tiên được công nhận như là một nhà sản xuất nhờ cống hiến của mình cho bộ phim. Họ sau đó mời người bạn James Ivory vào vị trí giám đốc sản xuất. Năm 2008, Spears và Rosenman bắt đầu đi vào sản xuất bộ phim, tuy nhiên dự án sớm rơi vào bế tắc. Các nhà sản xuất tìm gặp ba nhóm đạo diễn và biên kịch, trong đó có Gabriele Muccino, Ferzan Özpetek và Sam Taylor-Johnson, nhưng không thể thấy ai đảm bảo được cho dự án. Việc lên lịch quay phim ở Ý vào mùa hè cũng cho thấy nhiều bất cập.
Các nhà sản xuất đã liên lạc với Guadagnino, lựa chọn đầu tiên của họ cho vai trò đạo diễn, nhưng ông từ chối với lý do lịch trình bận rộn. Tuy nhiên, vì Guadagnino sống ở miền bắc nước Ý nên ban đầu ông vẫn đồng ý đảm nhiệm vị trí cố vấn địa điểm. Guadagnino sau đó đề nghị ông đồng đạo diễn bộ phim với Ivory, nhưng không có hợp đồng thỏa thuận nào được đưa ra. Ivory chấp nhận lời đề nghị đồng đạo diễn với điều kiện ông cũng sẽ kiêm nhiệm thêm vai trò biên kịch; ông dành "khoảng chín tháng" để hoàn tất kịch bản phim. Guadagnino, người từng mô tả cuốn tiểu thuyết là "một áng văn đậm chất Proust: hồi tưởng lại quá khứ và đắm chìm trong phiền muộn về những gì đã mất", cũng cùng hợp tác trong quá trình chuyển thể với Ivory và nhà biên tập phim Walter Fasano. Công việc viết kịch bản cho bộ phim diễn ra tại nhà của Ivory, bàn bếp nhà Guadagnino ở Crema và đôi khi là ở thành phố New York. Ivory hiếm khi gặp Guadagnino trong suốt quá trình này vì vị đạo diễn khi đó đang bận rộn thực hiện A Bigger Splash (2015).
Cuối năm 2015, khâu kịch bản được hoàn thành. Tác giả Aciman đã phê duyệt nó và khen ngợi việc chuyển thể là "chân thật... hoàn hảo và rất thuyết phục", "họ thậm chí còn làm tốt hơn cả cuốn sách". Việc hoàn tất kịch bản đóng vai trò vô cùng quan trọng trong việc đảm bảo kinh phí cho bộ phim. Trong số những bên đầu tư tài chính có các công ty sản xuất La Cinéfacture (Pháp), Frenesy Film Company (Ý, thuộc sở hữu của Guadagnino), M.Y.R.A. Entertainment (Hoa Kỳ), RT Features (Brazil) và Water's End Productions (Hoa Kỳ), ngoài ra Bộ Di sản Văn hóa, Hoạt động và Du lịch Ý cũng hỗ trợ một phần. Những nhà đầu tư tài chính ước tính chi phí sản xuất ban đầu là "quá đắt", vì vậy ngân sách đã phải giảm từ 12 triệu USD xuống còn 3,4 triệu USD và lịch quay phim cũng được rút ngắn từ 12 tuần xuống còn 5 tuần.
Sang năm 2016, Ivory từ bỏ vai trò đạo diễn, để Guadagnino chỉ đạo bộ phim một mình. Theo Ivory, các nhà đầu tư tài chính của Memento Films International không hài lòng với việc có cùng một lúc hai đạo diễn tham gia vào dự án vì họ "nghĩ rằng như vậy sẽ rất khó xử... Có thể làm tốn thời gian hơn và thật tệ nếu như chúng tôi tranh cãi trên phim trường, cũng như nhiều vấn đề khác nữa." Guadagnino cho biết phiên bản của Ivory có thể sẽ là "một bộ phim hoàn toàn khác [và] tốn kém hơn nhiều". Ivory trở thành biên kịch duy nhất của bộ phim và sau đó bán bản quyền kịch bản cho công ty của Guadagnino. Call Me by Your Name là kịch bản đầu tiên được sản xuất của Ivory kể từ Le Divorce (2003) và là tác phẩm phim truyện duy nhất ông làm biên kịch nhưng không đạo diễn. Ông vẫn tham gia vào các công đoạn khác của quá trình sản xuất. Guadagnino dành tặng bộ phim cho người bạn quá cố Bill Paxton, người từng đến thăm trường quay ở Crema trước khi qua đời vào tháng 2 năm 2017.

### Quá trình chuyển thể

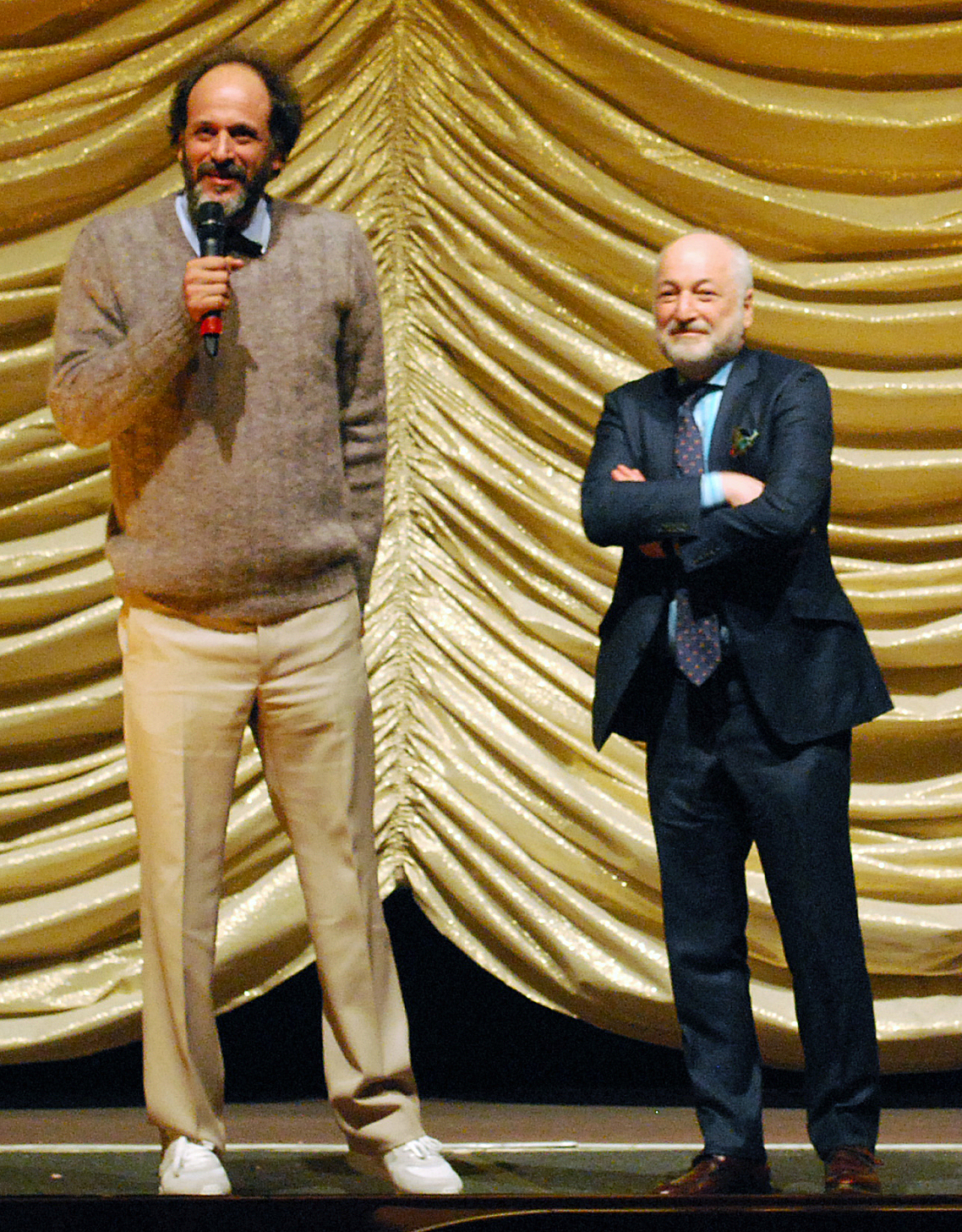
Dưới sự chỉ đạo của Guadagnino (trái), bộ phim có nhiều điểm khác biệt ngay cả với kịch bản của Ivory và cuốn tiểu thuyết của Aciman (phải).

Bộ phim có khá nhiều điểm khác biệt so với cuốn tiểu thuyết vốn được viết theo lối hồi tưởng, từ góc nhìn của Elio. Các nhà làm phim tin rằng việc đặt hoàn cảnh bộ phim hoàn toàn vào năm 1983, thay vì năm 1987 như trong tiểu thuyết, sẽ giúp khán giả có thể dể dàng hiểu đúng về các nhân vật và cách làm này cũng giúp họ giữ đúng tinh thần của cuốn sách. Bối cảnh được thay đổi từ Bordighera đến vùng nông thôn Crema, nơi đạo diễn Guadagnino sinh sống. Quảng trường của thị trấn nơi Elio thổ lộ với Oliver trên phim khác với hình ảnh mà Aciman đã tái hiện trong tiểu thuyết của mình: "nhỏ hơn nhiều và sừng sững trên đồi cao nhìn ra Địa Trung Hải lộng gió". Khí hậu khô cằn và phong cảnh "hoang vắng đến kì lạ" ở Crema cũng chỉ ra rằng bộ phim sẽ không thể tương đồng hoàn toàn với tiểu thuyết.
Guadagnino từng tính tới chuyện loại bỏ cảnh quay Elio thủ dâm với một trái đào vì thấy nó quá táo bạo. Ngay cả Chalamet—người trực tiếp thực hiện cảnh quay—cũng có phần lo sợ. Cả hai đều cho rằng việc tự thỏa mãn bằng quả đào là điều không tưởng, nhưng sau đó mỗi người đều tự thử nghiệm một cách độc lập. Trước sự ngạc nhiên của họ, phương pháp này tỏ ra khả thi, vì vậy Guadagnino đã cho quay cảnh này và cuối cùng đưa vào bộ phim. Một phân đoạn khác mà Elio và Oliver say sưa nhảy dưới nền nhạc "Love My Way" của The Psychedelic Furs vốn không có trong cuốn sách. Nó được lấy cảm hứng từ Something Wild (1986) của Jonathan Demme và kinh nghiệm nhảy của chính Guadagnino thời trẻ. Ivory cũng thay đổi nghề nghiệp của cha Elio, ông Perlman, từ một học giả nghiên cứu Hy Lạp và Latinh cổ đại, thành "nhà sử học/nhà khảo cổ học nghệ thuật", quyết định mà Aciman mô tả là "hoàn hảo" và "trực quan hơn, [...] thú vị hơn, trái ngược với những gì khô khan mà một học giả làm tại bàn làm việc của mình".
Khi Guadagnino xem xét lại bản thảo kịch bản của Ivory, ông quyết định loại bỏ phần lời thuyết minh được lồng tiếng, cùng với đó là nhiều phân đoạn khoả thân. Vị đạo diễn cho rằng các cảnh quay quá táo bạo đó là "hoàn toàn không liên quan" với tầm nhìn của ông dành cho bộ phim và ông không thích ý tưởng cho nhân vật chính tự thuật lại câu chuyện, vì "như vậy sẽ giết chết sự bất ngờ". Ở phần cuối của cuốn tiểu thuyết đã có nguyên một chương truyện dành cho chuyến đi cùng nhau của Elio và Oliver tới Rome, ngoài ra cũng giới thiệu thêm một số nhân vật mới ở nhiều địa điểm. Do ngân sách hạn chế của bộ phim, Ivory và các nhà sản xuất phải viết một số biến thể cho phân đoạn này, một trong số đó là để hai nhân vật chính, chỉ hai người họ, ở lại trong căn biệt thự. Tuy nhiên, cuối cùng đoàn làm phim đã đặt ra một chuyến đi khác đến Bergamo, nơi hai nhân vật dành phần lớn thời gian cùng nhau trong phòng khách sạn. Trong kịch bản gốc của mình, có hai cảnh quay Ivory miêu tả cha mẹ của Elio cùng bàn về HIV/AIDS, còn ở cảnh quay cuối cùng, Elio sẽ ngồi trang trí cây thông Giáng sinh của gia đình, nhưng trong phim phải loại bỏ. Tương tự, Ivory cũng phải giảm thời lượng cuộc trò chuyện của ông Perlman với Elio ở gần cuối phim, nhưng cam kết không hoàn toàn cắt bỏ nó. Trong một cuộc phỏng vấn với tờ Moment, Aciman chia sẻ rằng trong những lần nhà văn tham gia giúp đỡ để giữ kịch bản ở mức tối thiểu, ông đã đề nghị Ivory hãy hạn chế tối đa các đối thoại diễn ra trước cuộc trò chuyện của Perlman để không "đánh cắp sự bất ngờ và hồi hộp". Ivory mô tả cảnh Elio thổ lộ tình cảm của mình với Oliver là một trong những khoảnh khắc ghi lại trọn vẹn "xúc cảm mãnh liệt song hành cùng nỗi lo lắng, sự hồi hộp" trong mối tình đầu của họ. Aciman rất bất ngờ với cảnh quay cuối cùng của Guadagnino mà trong đó Elio ngồi bên lò sưởi, nước mắt lã chã rơi; ông viết về bộ phim:
Điện ảnh là một công cụ rất đỗi kỳ diệu. Những gì tôi làm với tư cách là một nhà văn, và những gì Guadagnino làm với tư cách là một đạo diễn phim, thậm chí còn khác biệt hơn cả nói hai ngôn ngữ khác nhau. Những gì tôi làm là trạm trổ một bức tượng sao cho các đường nét của nó đạt đến độ tuyệt hảo, kể cả những chi tiết khó nhất. Còn những gì một đạo diễn phim làm là khiến cho bức tượng đó biết cử động.

Trong quá trình quay phim, nhiều chi tiết trong kịch bản của Ivory đã được thay đổi khi ông không trực tiếp có mặt ở trường quay. Vào tháng 5 năm 2018, Ivory chia sẻ rằng ông và Guadagnino từng thảo luận về cách quay những cảnh có liên quan đến khoả thân, nhưng sau đó trong quá trình ghi hình Guadagnino lại quyết định loại bỏ chúng. Theo Ivory, một số tuyên bố của Guadagnino với báo chí đã khiến cho sự thiếu vắng các cảnh quay khoả thân của bộ phim bị hiểu là "quyết định sáng suốt mang tính thẩm mỹ", trong khi họ chưa bao giờ bàn về việc lược bỏ các cảnh khoả thân khỏi kịch bản. Ivory phát biểu: "Khi con người ta đang thơ thẩn trước hoặc sau khi làm tình, cơ thể họ lại được che đậy kín đáo bằng mấy tấm ga trải giường, như vậy chẳng thực tế chút nào." Để làm sáng tỏ, ông dẫn chứng những cảnh khỏa thân nam trong bộ phim trước đó của mình, Maurice (1987), cũng là một tác phẩm tình cảm đồng tính nam, mà theo ông như vậy là "cách khiến mọi thứ trở nên tự nhiên hơn, thay vì che đậy chúng hoặc làm như những gì Luca đã làm, đó là lia máy quay ra khỏi cửa sổ hướng về phía hàng cây bên ngoài." Guadagnino đáp lại rằng ông hiểu ý kiến của Ivory, nhưng cũng giải thích thêm rằng rõ ràng không có bất cứ "giới hạn" nào khiến họ từ bỏ những gì mình muốn làm.

### Tuyển vai
Vào năm 2015, Shia LaBeouf và Greta Scacchi được cho là sẽ góp mặt trong bộ phim. Tuy nhiên tới tháng 9 năm 2016, Ivory xác nhận họ không còn tham gia vào dự án. Ivory nói rằng ông từng hợp tác với LaBeouf, người đã đọc kịch bản phim khi ở New York, nhưng công ty sản xuất cảm thấy nam diễn viên không còn phù hợp sau nhiều "rắc rối" của anh này. Ông nghĩ Scacchi và LaBeouf đọc kịch bản khá ăn ý với nhau và có thể phối hợp tốt trong phim, nhưng công ty không đồng ý.
Guadagnino rất ấn tượng với diễn xuất của Armie Hammer trong The Social Network (2010), mô tả anh là một diễn viên "có lối diễn đầy kĩ thuật và biến hóa đa dạng". Hammer suýt nữa đã từ chối vai Oliver sau khi đọc kịch bản nháp vì thấy nó bao gồm các cảnh khoả thân, anh nói: "Có rất nhiều thứ trong này mà tôi chưa từng làm trên phim trước đây. Nhưng tôi không thể không làm [bộ phim này], chắc là vì nó dọa tôi phát hoảng." Trước đây, Hammer cũng từng vào vai các nhân vật LGBT trong J. Edgar (2011) và Final Portrait (2017).

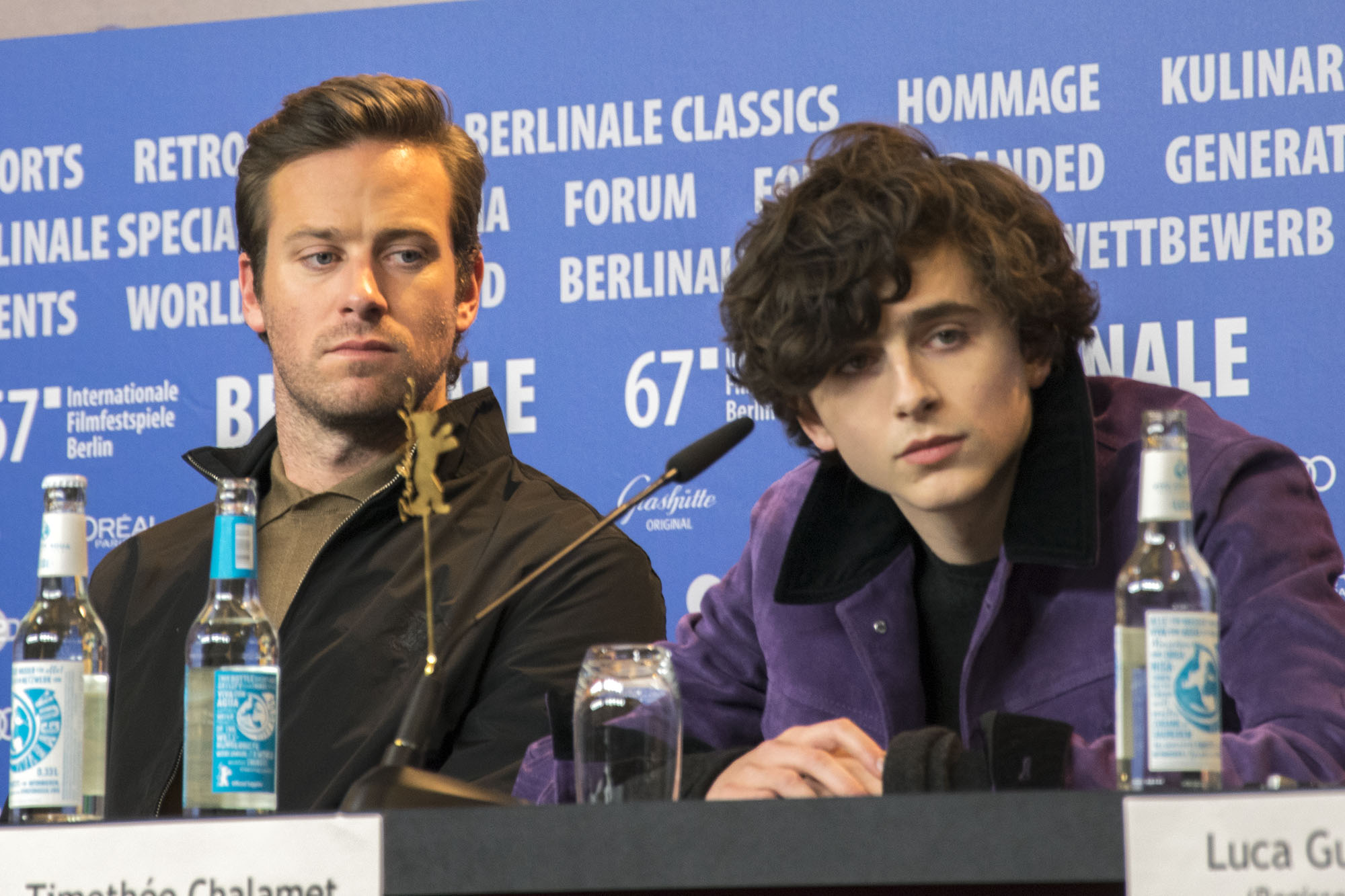
Hammer và Chalamet trong buổi họp báo cho Call Me by Your Name tại Liên hoan phim quốc tế Berlin 2017

Năm 2013, Swardstrom—chồng và đồng thời cũng là đại diện của nhà sản xuất Peter Spears—giới thiệu Timothée Chalamet cho Guadagnino; vị đạo diễn ngay lập tức nhận thấy ở nam diễn viên hội tụ đủ các yếu tố "niềm đam mê, trí thông minh, sự nhạy cảm, nét ngây thơ và chất nghệ thuật" để vào vai Elio. Trước đó Chalamet đã đọc tiểu thuyết của Aciman, nhận xét nó như là "khung cửa sổ tâm hồn của một người trẻ". Nhân vật của anh, Elio, 17 tuổi, thông thạo ba ngôn ngữ: tiếng Anh, tiếng Pháp và tiếng Ý. Để chuẩn bị cho vai diễn, ngay khi đến Ý, Chalamet—vốn có thể nói tiếng Pháp trôi chảy cũng như chơi piano và guitar trong nhiều năm—lên lịch học tiếng Ý hàng ngày, tập gym ba lần một tuần và làm việc với nhà soạn nhạc Roberto Solci.
Michael Stuhlbarg, diễn viên vào vai cha của Elio, ông Perlman, lại chưa hề đọc cuốn sách cho đến khi ông tham gia vào bộ phim. Ông thấy kịch bản rất cảm động và mô tả nhân vật Perlman là một người cha "có tấm lòng rộng lượng, tình yêu thương và sự thấu hiểu". Guadagnino đích thân liên lạc với nữ diễn viên Esther Garrel khi ông đang ở Paris để quảng bá cho A Bigger Splash. Garrel được tuyển thẳng vào vai Marzia mà không cần qua buổi thử vai chính thức nào; cô cũng quyết định không đọc cuốn tiểu thuyết trước khi quay. Gần cuối tác phẩm có cảnh Marzia hỏi Elio, "Mình làm bạn suốt đời chứ?"—câu thoại lấy từ J'entends plus la guitare (1991), một bộ phim của đạo diễn Philippe Garrel, cha của Esther Garrel. Guadagnino chia sẻ, "Tôi thích ý tưởng như thể đang được trò chuyện với Philippe Garrel thông qua con gái ông ấy". Garrel thường giao tiếp bằng tiếng Pháp với Chalamet trên trường quay và xem bộ phim sitcom Mỹ Friends với phụ đề tiếng Anh để cải thiện khả năng ngoại ngữ của cô ấy.
Guadagnino chọn Amira Casar, người bạn mà ông đã quen biết trong suốt 20 năm, vào vai mẹ của Elio, bà Annella. Trong một cuộc phỏng vấn với tạp chí Pháp Télérama, Guadagnino bày tỏ sự ngưỡng mộ với "khả năng phá vỡ mọi quy chuẩn" của Casar và gọi cô là "kẻ táo bạo nhất" trong nền nghệ thuật điện ảnh châu Âu. Đạo diễn tuyển vai Stella Savino bắt gặp Vanda Capriolo khi bà đang đạp xe ở một vùng nông thôn. Capriolo, vốn không phải là một diễn viên, được chọn vào vai Mafalda, người giúp việc của gia đình Perlman. Aciman và Spears cũng xuất hiện ngắn gọn trong vai trò cameo là cặp đôi đồng tính công khai, Mounir và Isaac, tới tham dự một bữa tiệc tối nhà Perlman. Đoàn làm phim đã đề nghị Aciman tham gia trong hoàn cảnh họ không kịp tìm diễn viên cho vai này. "Đó là một quyết định vào phút chót", Spears nhớ lại, "André hóa ra lại là một diễn viên phi thường! [Ông ấy] rất tự nhiên, chẳng run chút nào. Vợ ông cũng ở đó lúc ấy và bảo rằng, 'Thật không ngờ [là ông ấy có thể diễn]!'" Trong những cuộc đối thoại, các nhân vật thường xuyên chuyển đổi giữa tiếng Anh, tiếng Pháp, tiếng Ý và có phân đoạn Annella đọc bản dịch tiếng Đức của một tác phẩm văn học Pháp thế kỷ 16.
Hammer và Chalamet đều ký vào bản hợp đồng cấm bộ phim công khai bất kì hình ảnh khỏa thân trước nào của họ. Ivory đã bị mất tinh thần trước quyết định này, khi mà kịch bản gốc của ông vốn chứa các cảnh khỏa thân. Vị biên kịch không hài lòng với những gì ông cho là thái độ "Mỹ": "Chẳng có ai quá bận tâm hoặc bị sốc về chuyện một người phụ nữ hoàn toàn khỏa thân. Nếu là đàn ông thì lại khác." Guadagnino chọn diễn viên dựa trên diễn xuất và tương tác giữa họ hơn là dựa vào xu hướng tính dục của họ. Ông nói: "Việc bạn phải tuyển chọn một người chỉ có một số kỹ năng nhất định, và tệ hơn là, chỉ mang một bản sắc giới tính bất biến dù vào bất kỳ vai diễn nào: điều đó thật sự gây áp lực cho tôi."

### Thiết kế bối cảnh và trang phục

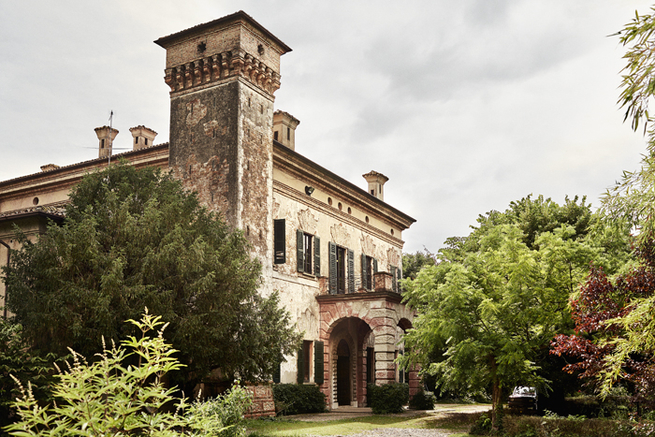
Biệt thự Villa Albergoni

Một trong những địa điểm quay chính của bộ phim—nơi ở của gia đình Perlman, Villa Albergoni, là một biệt thự không có người ở, được xây dựng từ thế kỉ 17 tại Moscazzano. Guadagnino từng muốn mua nó nhưng không đủ khả năng, nên thay vì vậy ông làm một bộ phim ở đó. Đoàn làm phim thuê chuyên viên thiết kế cảnh quan để xây dựng một vườn cây ăn quả trong khu vườn của căn biệt thự. Họ cũng dựng dàn hoa leo ở sân vườn nơi gia đình Perlman thường dùng bữa, ngoài ra còn bố trí thêm một số cây mơ và đào trong vườn.
Guadagnino không muốn bộ phim trở thành một tác phẩm nặng tính thời kỳ. Mục đích của ông là làm sao để yếu tố thời kỳ dường như vô hình trong mắt khán giả. Đoàn làm phim, bao gồm nhà thiết kế bối cảnh Samuel Deshors và người lần đầu tiên đóng vai trò là một chuyên viên trang trí bối cảnh—Violante Visconti di Modrone, trang trí ngôi nhà bằng nội thất và đồ dùng lấy cảm hứng từ các nhân vật. Phần lớn đồ nội thất, bao gồm bát đĩa và đồ thủy tinh từ những năm 1950, thuộc về cha mẹ của Guadagnino và Modrone. Modrone nói, "Làm như vậy sẽ giúp cho ngôi nhà trở nên ấm cúng và riêng tư hơn... Tôi muốn mang đến một cảm giác như thể thời gian đã thực sự đi qua nơi này." Nhiều bức tranh, bản đồ và gương mang phong cách nghệ thuật châu Á được mua từ một cửa hàng đồ cổ ở Milan. Những quyển sách xuất hiện trong phim đều là các cuốn xuất bản trước năm 1982. Chiếc hồ bơi trong phim thực chất là một máng nước rất phổ biến trong khu vực.
Đoàn làm phim dựng lên ở những nơi công cộng các bảng hiệu lớn mang nội dung chính trị đã được làm mờ để tái hiện lại cuộc tổng tuyển cử ở Ý năm 1983, đồng thời cũng tái tạo một sạp báo đầy các cuốn tạp chí lúc bấy giờ. Người dân Crema giúp đỡ đội ngũ sản xuất trong việc nghiên cứu bằng cách mời họ tới nhà và cung cấp nhiều bức ảnh từ những năm 1980. Chen Li, nhà thiết kế đồ họa của bộ phim, đã tạo ra một kiểu chữ viết tay dành riêng cho phần giới thiệu xuất hiện ở đầu tác phẩm, trên nền những bức ảnh photocopy của các bức tượng cổ và bên cạnh là nhiều đồ dùng trên bàn làm việc của ông Perlman.
Nhà thiết kế trang phục Giulia Piersanti quyết định không sử dụng những bộ cánh thời kì lúc bấy giờ; thay vào đó, cô muốn mang đến "vẻ gợi cảm mà tươi trẻ của thanh xuân, nhiệt lượng của mùa hè và khoái cảm đang trỗi dậy" cho các nhân vật. Trang phục của phim chịu nhiều ảnh hưởng của các tác phẩm điện ảnh Pháp Pauline à la plage (1983), Conte de printemps (1990) và Conte d'été (1996), bao gồm một số bộ đồ do chính đội ngũ của Piersanti sản xuất. Đối với phục trang của gia đình Perlman, Piersanti lấy cảm hứng từ album ảnh của cha mẹ cô. Còn với tạo hình một người Mỹ "khỏe mạnh và gợi cảm" của Oliver, Piersanti tham khảo từ "một số bức ảnh đầu tiên của Bruce Weber". Việc trang phục của Oliver liên tục thay đổi trong suốt bộ phim được hiểu như là cách anh có thể "giải phóng bản thân hơn". Để làm nổi bật phong cách tự tin của Elio, cô đã chọn một số trang phục của hãng Lacoste và một chiếc áo sơ mi đặc biệt mang phong cách New Romantic trong cảnh cuối cùng. Một vài món đồ khác của Elio được Piersanti lấy từ tủ quần áo của chồng mình, bao gồm chiếc áo polo và áo phông Fido Dido.

### Quá trình quay phim
Quá trình ghi hình của bộ phim bắt đầu vào ngày 9 tháng 5 năm 2016 và đóng máy vào tháng 6 năm 2016, kéo dài khoảng 33 ngày. Tác phẩm được quay chủ yếu ở Crema và khu vực lân cận tỉnh Cremona. Trong quá trình quay liên tục có mưa bão bất thường, với các trận mưa lớn xuất hiện vào 28 trên tổng số 33 ngày quay. Các cảnh ở hai ngôi làng Pandino và Moscazzano ghi hình từ ngày 17 đến ngày 19 tháng 5 và cảnh quay ở Crema bắt đầu vào ngày 1 tháng 6. Đoàn làm phim cho quay bổ sung các cảnh ngoài trời vào ngày 4 tháng 12 năm 2016. Thành phố Crema đã đầu tư 18.000 EUR vào tác phẩm, trong đó bao gồm 7.500 EUR thu được từ một cuộc vận động công khai.
Cổng vòm Torrazzo của nhà thờ Crema cùng với nhiều địa điểm lịch sử trên đường phố Crema và Pandino được đưa vào trong quá trình sản xuất. Các hộ kinh doanh ở đây đã yêu cầu đoàn làm phim phải bồi thường thiệt hại tài chính do việc đóng cửa diễn ra vào hai ngày 30 và 31 tháng 5 phục vụ cho quá trình ghi hình. Từng có hai buổi quay tại nhà thờ phải hoãn lại do thời tiết mưa. Việc quay phim cũng diễn ra ở khu vực Lodi, Lombardia gần Crespiatica và ở hai thị trấn nhỏ gần Crema là Montodine và Ripalta. Cảnh trục vớt bức tượng khảo cổ quay tại Hang động Catullus ở Sirmione, trên bờ Brescian của hồ Garda. Phía bên ngoài của nhiều tòa nhà lịch sử, bao gồm nhà thờ Bergamo, thánh đường Santa Maria Maggiore, sân Liceo Classico Paolo Sarpi ở quảng trường Piazza Rosate và trường Ateneo di scienze lettere ed arti di Bergamo, là bối cảnh chính của chuyến đi đến Bergamo; còn cảnh nhà ga xe lửa quay ở Pizzighettone. Vì lí do an toàn, đội ngũ sản xuất chỉ được cho phép ghi hình tại thác nước Cascate del Serio ở Valbondione trong vòng nửa tiếng đồng hồ.
Trước và trong quá trình quay phim, các diễn viên sống ở Crema và được trải nghiệm cuộc sống ở một thị trấn nhỏ. Guadagnino rất thân thiết với dàn diễn viên và đoàn làm phim, ông thường nấu ăn cho họ và xem phim cùng họ tại nhà mình. Hai diễn viên chính, Hammer và Chalamet, vốn không hề phải thử vai trước cùng nhau lần nào, đã gặp gỡ lần đầu tiên trong quá trình sản xuất tại Crema. Trước khi bắt đầu ghi hình, họ dành một tháng cùng nhau, xem TV và đi ăn tại các nhà hàng địa phương. Chalamet kể lại: "Vì gần như là hai người Mỹ duy nhất ở đó nên chúng tôi luôn đi theo cặp, nhờ vậy mà chúng tôi đã có cơ hội rất tốt để giúp đỡ và thực sự tìm hiểu lẫn nhau." Guadagnino và dàn diễn viên dành hai ngày đầu tiên của quá trình sản xuất để cùng đọc kịch bản. Cảnh đầu tiên mà Hammer và Chalamet diễn tập là cảnh hôn, họ cũng phải quay phim với tình trạng cởi trần trong nhiều ngày. "Chưa có bao giờ tôi gần gũi đến thế với một vị đạo diễn. Luca đã có thể nhìn và cởi bỏ hoàn toàn trang phục của tôi", Hammer chia sẻ.

Các địa điểm quay phim
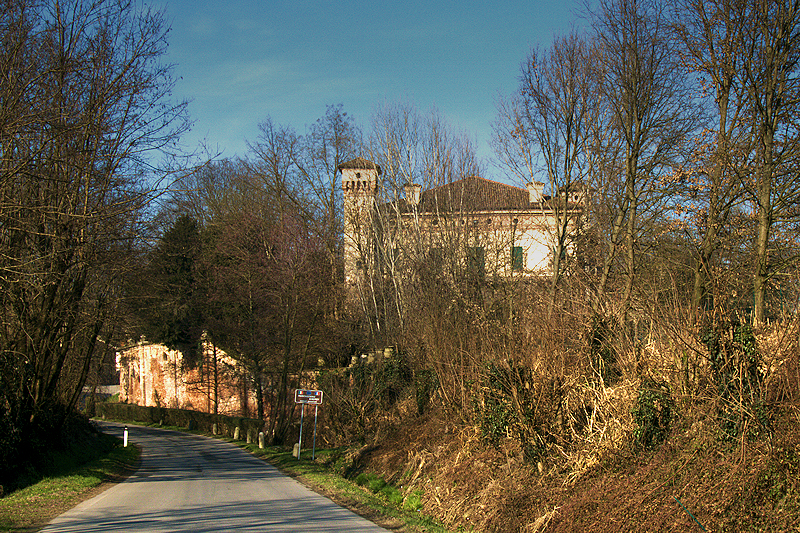
Biệt thự Villa Albergoni ()
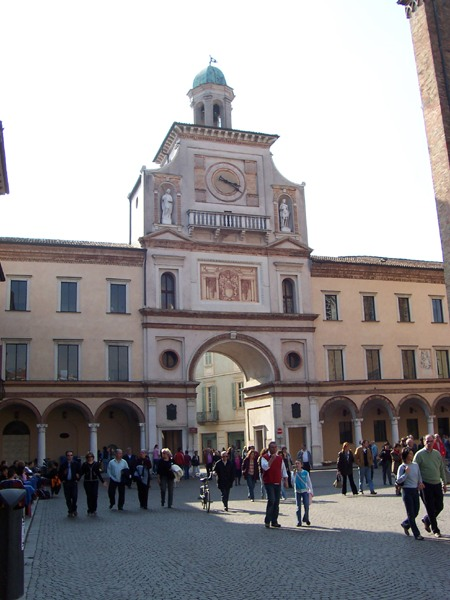
Cổng vòm Torrazzo ở nhà thờ Crema ()
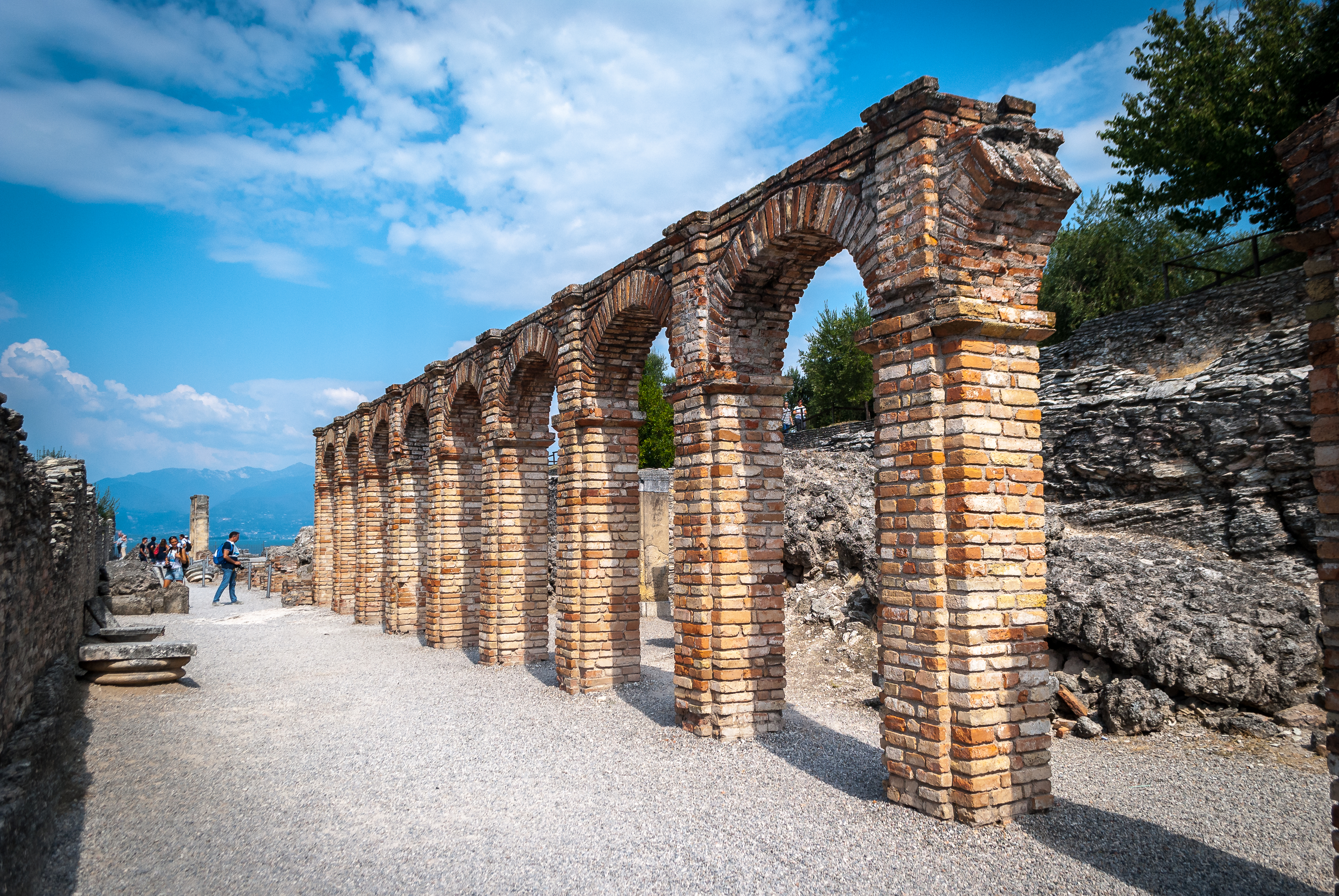
Grottoes of Catullus trên bờ Brescian của hồ Garda ()

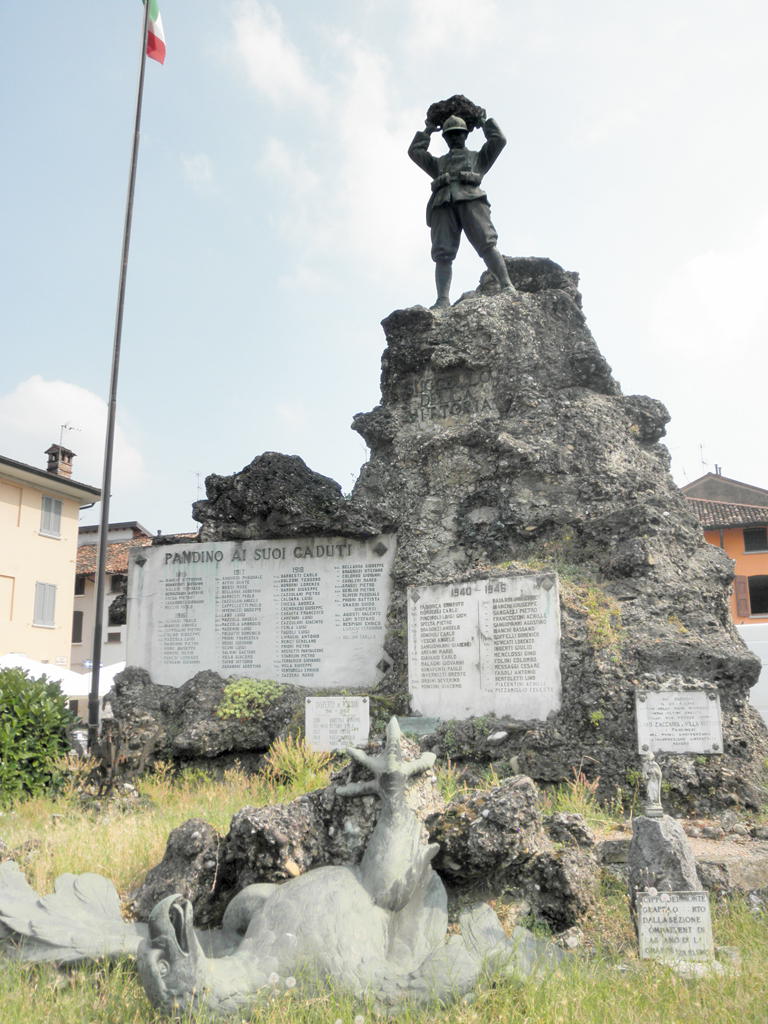
Quảng trường Piazza Vittorio Emanuele ở Pandino ()
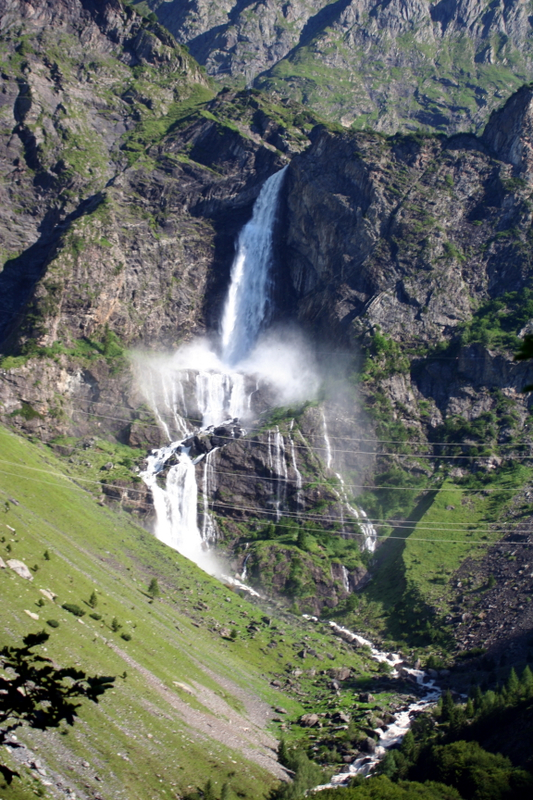
Thác nước Cascate del Serio ()
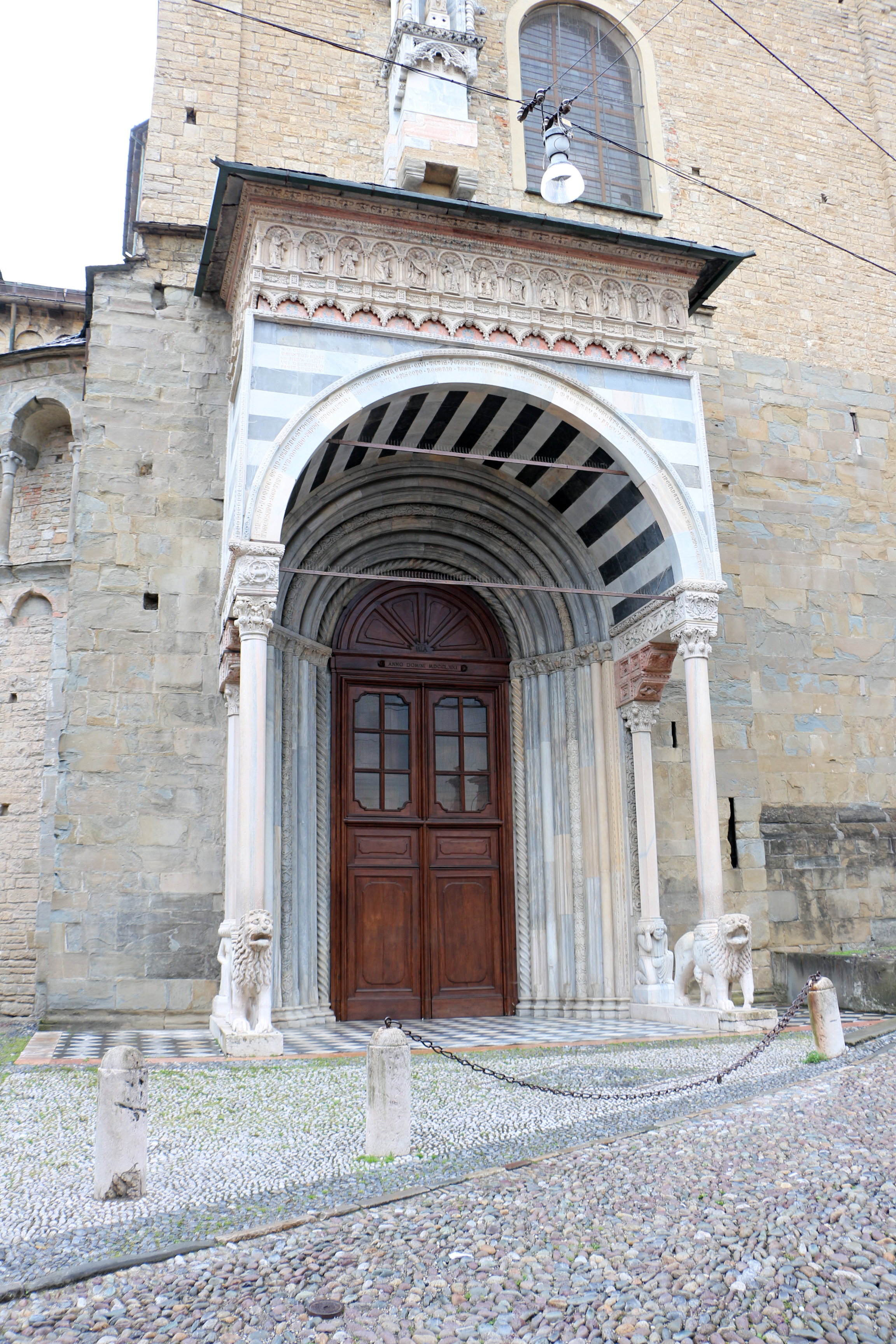
Cổng phía Nam của thánh đường Santa Maria Maggiore, Bergamo ()
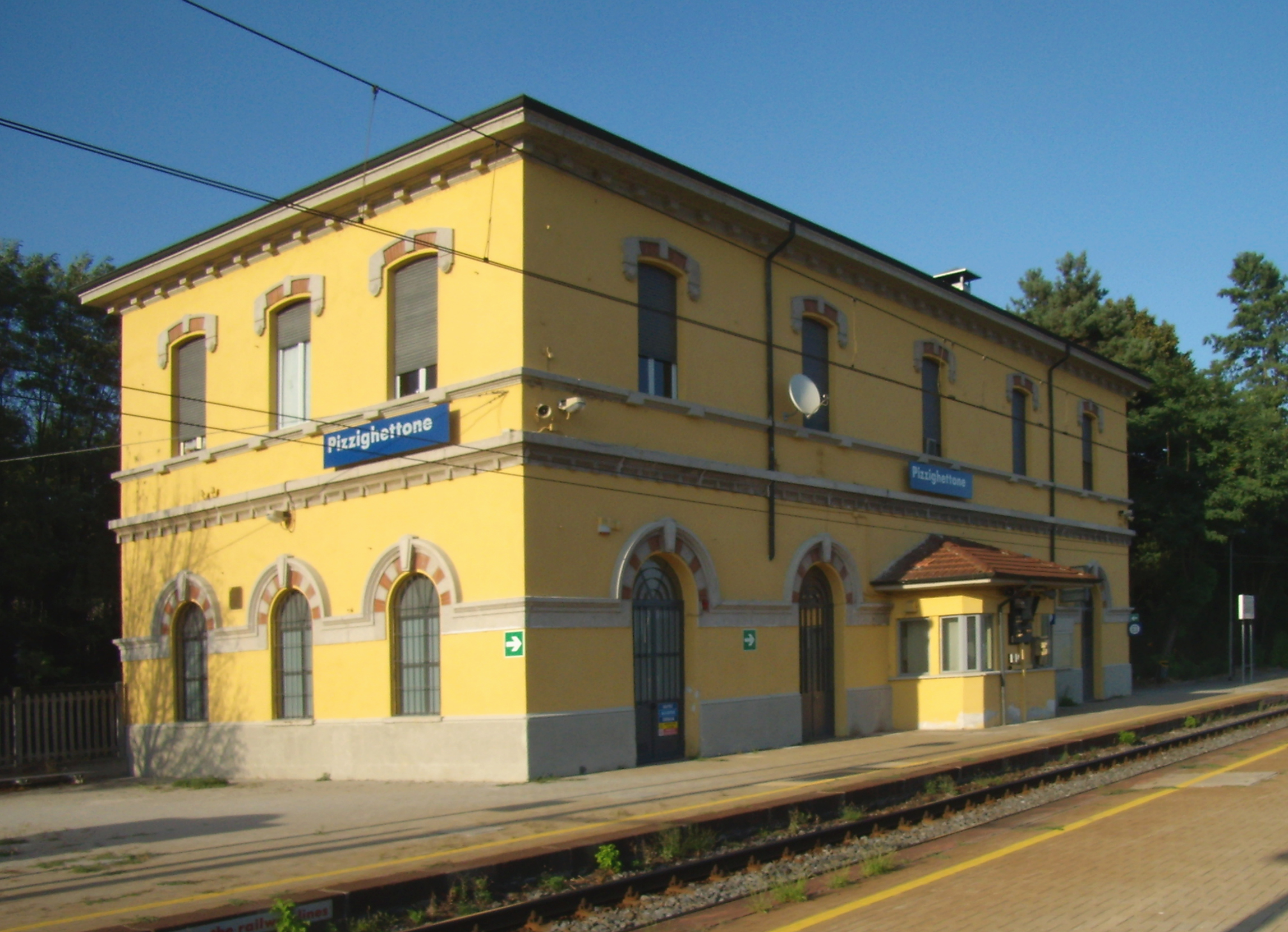
Nhà ga Pizzighettone ()

Guadagnino cho quay tác phẩm theo trình tự thời gian để đoàn làm phim có thể cùng "chứng kiến sự trưởng thành trên màn ảnh của cả nhân vật chính lẫn các diễn viên", theo lời biên tập phim Walter Fasano. Do đó, cảnh ông Perlman có những lời tâm sự đầy cảm động với Elio ở gần cuối phim cũng được quay vào ngày áp chót của cả quá trình. Guadagnino muốn thực hiện nó "đơn giản nhất có thể" bằng cách quay ít lần hơn và "cứ để các diễn viên hoàn toàn nhập vai". Stuhlbarg dành nhiều tháng để chuẩn bị cho cảnh này. Nó được quay ba lượt và ba lượt đó là ba lần Stuhlbarg "trên ba cấp độ cảm xúc khác nhau". Esther Garrel cảm thấy thoải mái khi quay cảnh nóng của cô với Chalamet, theo như cô mô tả là đầy "vui vẻ và đơn giản". Trong cảnh quay cuối cùng mà Elio ngồi trước lò sưởi, Chalamet đã nghe "Visions of Gideon"—một trong những bài hát gốc được viết bởi Sufjan Stevens cho bộ phim—bằng một tai nghe siêu nhỏ được đặt trong tai anh. Đạo diễn yêu cầu anh diễn tả ba cung bậc cảm xúc khác nhau, mỗi cung bậc một lần quay. Khi ấy máy quay được đặt phía trong lò sưởi mà không có ai đứng sau nó. Chia sẻ về cảnh quay này, Chalamet cho rằng đối với anh, "nó có chút gì như thể là một cuộc thí nghiệm diễn xuất vậy."
Tại quảng trường Piazza Vittorio Emanuele, một đài tưởng niệm các nạn nhân của trận chiến Piave ở Pandino—nơi Elio thổ lộ tình cảm với Oliver, đoàn làm phim đã đặt máy quay trên một thanh trượt dài để ghi lại cảnh này chỉ với một lần quay dài duy nhất. Cách làm này tạo nên sự kết nối liên tục, "dòng chảy cảm xúc" mà một cảnh sử dụng cắt ghép không thể. Trong cảnh nhảy ở quán bar, Hammer phải nhảy theo một đoạn âm thanh dạng click track trước 50 diễn viên quần chúng trong khi nhạc được tắt để có thể ghi lại được các cuộc hội thoại. Để chuẩn bị cho phân đoạn này, Guadagnino sắp xếp cho Hammer một số buổi tập luyện với một huấn luyện viên nhảy. Hammer nói rằng đó là "cảnh kì cục nhất" mà anh từng quay; còn theo Rosenman, đây lại là một trong những khoảnh khắc xúc động nhất của bộ phim: "Với tôi, nó mang tính biểu tượng và tái hiện được trọn vẹn thế nào là tình yêu của tuổi trẻ, thế nào là niềm khát khao thực sự."
Sayombhu Mukdeeprom, người trước đó từng hợp tác với Guadagnino trong bộ phim của Ferdinando Cito Filomarino là Antonia (2015), đảm nhiệm vai trò quay phim chính. Anh đã đọc tiểu thuyết của Aciman trước khi nhận kịch bản và thường đi dạo xung quanh các địa điểm quay của tác phẩm để "cảm nhận mọi thứ... ngắm nhìn màu sắc, ngắm nhìn cách ánh sáng thay đổi như thế nào trong ngày [...]." Dù vậy, Mukdeeprom buộc phải sử dụng ánh sáng nhân tạo để tái hiện được bầu không khí mùa hè miền Bắc nước Ý trong bối cảnh những cơn mưa lớn kéo dài liên tục trong suốt quá trình ghi hình. Anh từng ngồi khóc ở một góc phòng sau khi hoàn thành lần quay đầu cho cảnh xung đột giữa Elio và Oliver vì choáng ngợp bởi cảm giác đồng cảm sâu sắc với hai diễn viên. Bộ phim được quay bằng phim celluloid 35mm và một ống kính đơn—phương pháp chịu ảnh hưởng từ các tác phẩm của David Cronenberg, với mục đích "cố định tầm nhìn" và làm cho "xúc cảm có thể vươn ra khỏi màn ảnh", dù như vậy đồng nghĩa với việc sẽ làm gia tăng ngân sách sản xuất hơn so với quay phim dạng kỹ thuật số. Guadagnino khen ngợi Jean-Pierre Laforce, nhà thiết kế và pha trộn âm thanh của bộ phim, vì những đóng góp "kì diệu" và "then chốt" của ông. Trước đây, Laforce cũng từng hợp tác với Guadagnino trong tác phẩm A Bigger Splash.

### Hậu kỳ
Walter Fasano làm việc cùng Guadagnino trong quá trình hậu kỳ cho Call Me by Your Name. Họ đã cộng tác với nhau trong suốt 25 năm kể từ tác phẩm đầu tay của Guadagnino, The Protagonists (1999). Fasano mô tả làm việc với Guadagnino là "không phải như thông thường [và] rất khắt khe, nhưng đó là một trải nghiệm tuyệt vời." Quá trình hậu kỳ của phim chỉ diễn ra trong vòng một tháng, từ tháng 6 đến tháng 7 năm 2016. Theo Fasano, các bộ phim của Bernardo Bertolucci và lối kể chuyện "nhanh và không thể lí giải" trong tác phẩm À nos amours của Pialat, đã truyền cảm hứng cho cách làm nhanh chóng của anh và Guadagnino.
Phiên bản đầu tiên của bộ phim kéo dài tới ba tiếng 20 phút. Fasano mô tả nó khiến anh "lạc mất chính mình trong câu chuyện và những hình ảnh". Phiên bản cuối cùng có độ dài hai tiếng 10 phút với tỉ lệ thời lượng giữa tổng các cảnh đã quay và phiên bản cuối là 25:1.
Trong khâu hoàn thiện hậu kì, một số thay đổi đáng chú ý đã được thực hiện, hoặc suýt nữa được thực hiện. Đoạn độc thoại của cha Elio từng có nhạc nền là tiếng đàn piano. Cảnh hai nhân vật chính cùng đạp xe đến sân quảng trường suýt nữa không góp mặt trong bản cuối cùng sau khi một trong những nhà sản xuất nói rằng nó không có gì nổi bật. Hammer tiết lộ có một số cảnh phải được hiệu chỉnh bằng kỹ thuật số để sửa chữa các lỗi "lộ hàng" do những chiếc quần shorts quá ngắn của anh gây ra. Guadagnino từng nói về rất nhiều cảnh không xuất hiện trong bản cuối cùng, trong đó có một phân đoạn mà Elio và Oliver "trêu chọc nhau" dưới gốc cây chanh, theo như vị đạo diễn nhận xét là "đắt giá" và hai diễn viên chính đã "nhập vai rất tốt". Một cảnh khác là cha mẹ của Elio làm tình trên phòng ngủ trong khi Elio và Oliver đang trao nhau nụ hôn dưới ánh trăng trong vườn, cũng bị loại bỏ; tuy nhiên phân đoạn này đã được chiếu trong một buổi công chiếu ở Castiglioncello vào tháng 6 năm 2018, cùng với một cảnh bị cắt khác: Elio dẫn Oliver đi thăm thú ngôi làng.

## Nhạc phim

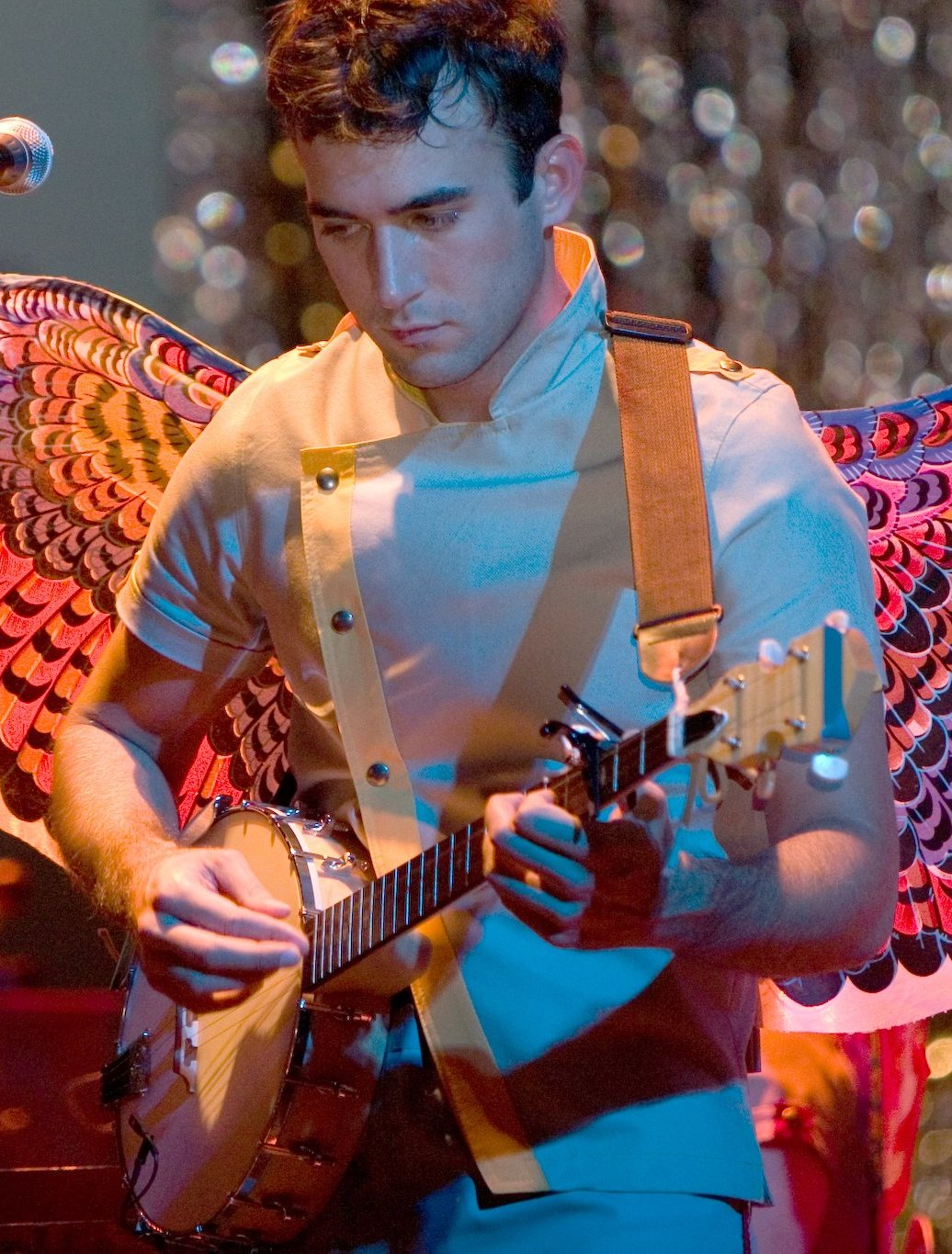
Sufjan Stevens đã đóng góp ba bài hát cho bộ phim.

Guadagnino đích thân lựa chọn nhạc phim cho Call Me by Your Name. Ông muốn tìm một "người dẫn chuyện có cảm xúc cho bộ phim" thông qua âm nhạc theo cách "nhẹ nhàng hơn, ít hiện diện nhưng bao bọc hơn" so với lời nói và con chữ. Các bộ phim Barry Lyndon (1975), The Magnificent Ambersons (1942) và The Age of Innocence (1993) đã truyền cảm hứng cho ông. Vị đạo diễn muốn âm nhạc của tác phẩm phải có sự kết nối với Elio, một nghệ sĩ dương cầm trẻ thích cải biên và soạn lại các bản nhạc piano, đồng thời cũng thông qua âm nhạc để tiến lại gần hơn với Oliver. Âm nhạc trong phim giúp phản ánh bối cảnh và thời gian lúc bấy giờ, cũng như đời sống gia đình của các nhân vật và trình độ học vấn của họ. Để giữ đúng khoảng thời gian, Guadagnino đã nghiên cứu về nhiều ca khúc nhạc pop thịnh hành trên các đài phát thanh địa phương vào mùa hè những năm 1980.
Ấn tượng với chất trữ tình trong âm nhạc của ca sĩ kiêm sáng tác nhạc người Mỹ Sufjan Stevens, Guadagnino đề nghị anh thu âm một bài hát gốc cho Call Me by Your Name và đảm nhiệm vai trò người dẫn chuyện—thuật lại suy nghĩ của Elio khi cậu ở tuổi trưởng thành. Stevens từ chối vai trò dẫn chuyện nhưng đã đóng góp tới ba bài hát cho bộ phim: "Mystery of Love", "Visions of Gideon" và bản phối lại bằng piano bởi Doveman cho ca khúc "Futile Devices" từ album The Age of Adz (2010) của mình. Anh tìm thấy nguồn cảm hứng sáng tác thông qua kịch bản phim, cuốn tiểu thuyết và những lần trò chuyện với Guadagnino về các nhân vật. Stevens gửi các bài hát một vài ngày trước khi bộ phim bắt đầu quay. Ngạc nhiên trước kết quả, Guadagnino cùng nghe chúng trên phim trường với các diễn viên và biên tập Walter Fasano. Đây cũng là lần đầu tiên Stevens viết các bài hát gốc cho một tác phẩm điện ảnh.
Madison Gate Records và Sony Classical ra mắt album nhạc phim dạng kỹ thuật số vào ngày 3 tháng 11 năm 2017 và phiên bản đĩa than được phát hành lần đầu vào ngày 17 tháng 11 năm 2017. Album bao gồm các bài hát của: Sufjan Stevens, The Psychedelic Furs, Franco Battiato, Loredana Bertè, Bandolero, Giorgio Moroder, Joe Esposito, và F. R. David, cũng như các bản nhạc của John Adams, Erik Satie, Sakamoto Ryūichi, Bach, và Ravel. Theo Nielsen SoundScan, tính đến ngày 1 tháng 2 năm 2018, album nhạc phim đã bán 9.000 bản và nhận được 29 triệu lượt nghe theo yêu cầu tại Hoa Kỳ.

## Phát hành
Call Me by Your Name có buổi công chiếu đầu tiên trên thế giới vào ngày 22 tháng 1 năm 2017 tại Liên hoan phim Sundance. Sony Pictures Classics mua bản quyền phân phối bộ phim tại Hoa Kỳ với giá 6 triệu USD, còn quyền phân phối quốc tế thuộc về công ty Pháp Memento Films International. Tác phẩm xuất hiện tại Liên hoan phim quốc tế Berlin vào ngày 13 tháng 2 năm 2017, tại Liên hoan phim quốc tế Toronto vào ngày 7 tháng 9 năm 2017 và tại Liên hoan phim New York vào ngày 3 tháng 10 năm 2017. Bộ phim dự kiến công chiếu tại Liên hoan phim quốc tế Bắc Kinh vào tháng 4 năm 2018, nhưng sau đó đã bị loại mà không có lời giải thích nào được đưa ra từ phía ban tổ chức. Patrick Brzeski của tờ The Hollywood Reporter cho rằng quyết định này phản ánh "lập trường cứng nhắc và không khoan dung của chính phủ Trung Quốc đối với các tác phẩm có nội dung đồng tính". Năm 2018, phim được vinh danh tại Liên hoan phim Crema: Aciman có buổi gặp gỡ công chúng vào ngày 23 tháng 6, còn Esther Garrel xuất hiện tại buổi công chiếu ở nhà thờ Crema vào ngày 30 tháng 6.

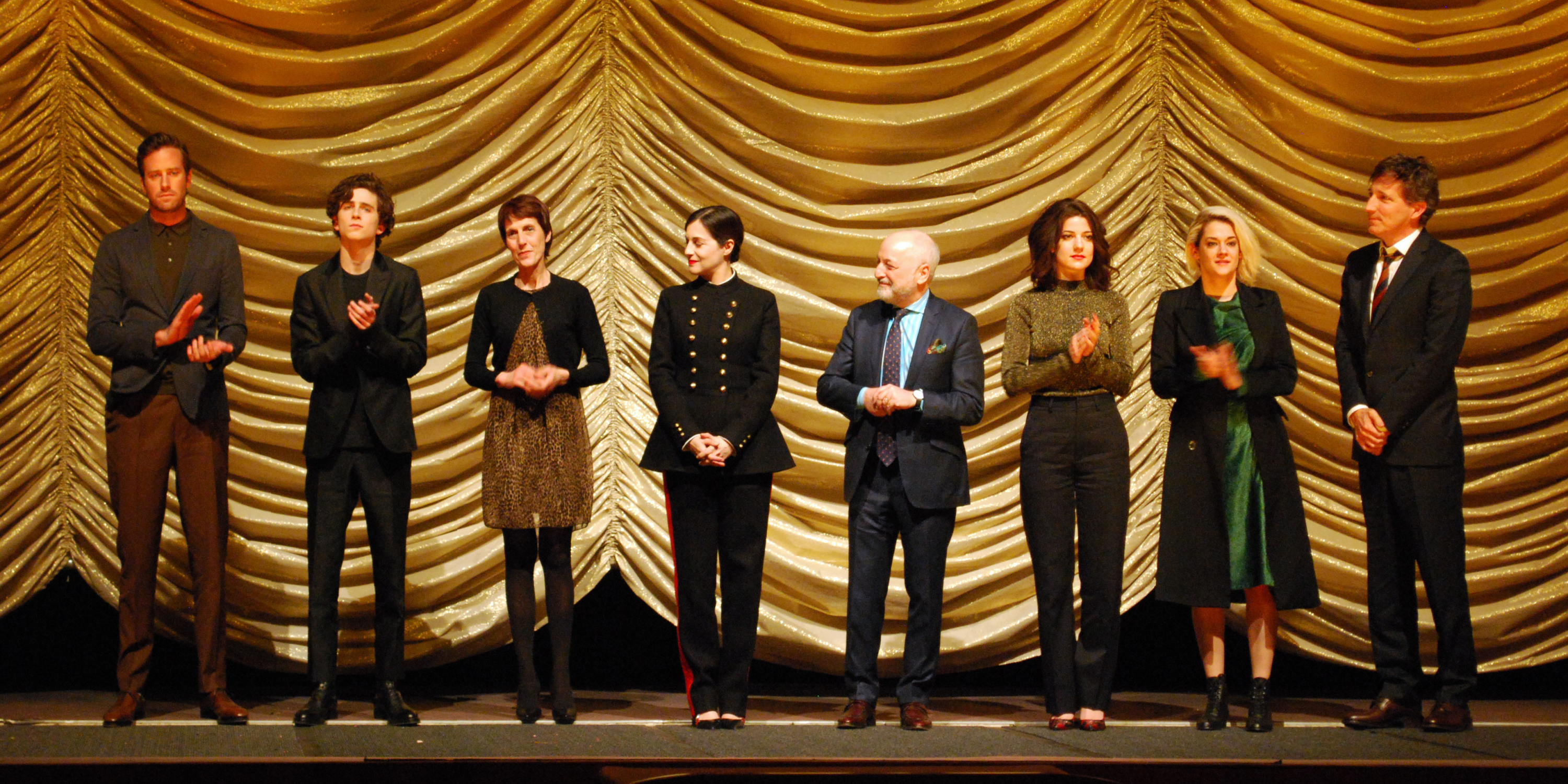
Từ trái sang phải: Armie Hammer, Timothée Chalamet, Vanda Capriolo, Amira Casar, André Aciman, Esther Garrel, Victoire du Bois và Peter Spears trong buổi công chiếu của Call Me by Your Name tại Liên hoan phim quốc tế Berlin 2017

Call Me by Your Name bắt đầu một số suất chiếu giới hạn tại Vương quốc Anh vào ngày 27 tháng 10 năm 2017 và tại Hoa Kỳ vào ngày 24 tháng 11 năm 2017. Từ bốn, số điểm chiếu bộ phim tại Hoa Kỳ tăng lên đến 40 vào ngày 15 tháng 12 năm 2017 và lên tới 114 rạp vào ngày 22 tháng 12. Tháng 1 năm 2018, phim chiếu tại 174 rạp, sau đó được phát hành rộng rãi ở 815 rạp, vài ngày trước lễ công bố đề cử Oscar vào ngày 19 tháng 1 năm 2018. Cuối tuần đó, tác phẩm xuất hiện tại tổng cộng 914 rạp—số điểm chiếu lớn nhất của bộ phim tại Hoa Kỳ.
Warner Bros. Entertainment phát hành bộ phim tại Ý vào ngày 25 tháng 1 năm 2018. Guadagnino, Hammer và Chalamet đã xuất hiện tại các buổi công chiếu đặc biệt và một buổi meet-and-greet công cộng ở Crema trong khoảng thời gian từ ngày 27 đến ngày 30 tháng 1. Bộ phim bắt đầu chiếu tại Brasil vào ngày 18 tháng 1 và tại Pháp vào ngày 28 tháng 2 năm 2018. Tháng 3 năm 2018, một hãng phân phối phim Tunisia thông báo rằng Bộ Văn hóa Tunisia đã cấm chiếu tác phẩm ở nước này, cho rằng nó "đả kích đến quyền tự do" dựa trên chủ đề của phim. Tại Ireland, Call Me by Your Name trở thành bộ phim có thời gian chiếu dài nhất tại rạp Light House tính đến đầu tháng 6 tháng 2018, với 30 tuần liên tục. Tại Philippines, tác phẩm được chiếu kết hợp cùng buổi hòa tấu trực tiếp các bản nhạc của phim, biểu diễn bởi Dàn nhạc Giao hưởng Manila vào ngày 28 tháng 10 năm 2018.

### Quảng bá
Ngày 27 tháng 7 năm 2017, Sony Pictures Classics phát hành một áp phích chính thức cho Call Me by Your Name. Trailer đầu tiên được ra mắt vào ngày 1 tháng 8 năm 2017. Vào ngày 11 tháng 10 năm 2017, hãng này đăng tải một đoạn teaser của phim có tên "Dance Party" để kỉ niệm National Coming Out Day (tạm dịch: Ngày Công khai Quốc gia—một dịp kỷ niệm hàng năm của cộng đồng LGBTQ+). Đoạn clip dài 42 giây trong đó Hammer và Chalamet nhảy theo "Love My Way" ở quán bar, đã trở thành một meme nổi tiếng trên Twitter. Cũng nhờ vậy mà "Love My Way" sau đó trở nên rất phổ biến trên các trang nghe nhạc trực tuyến. Lượng yêu cầu phát ca khúc này tăng lên đến 13% chỉ trong vòng 2 tháng trước khi bộ phim được phát hành. Riêng tuần cuối cùng của tháng 11 năm 2017, "Love My Way" ghi nhận 177.000 lượt nghe, tuần có lượng nghe trực tuyến lớn nhất tại Hoa Kỳ của bài hát này.
Quảng cáo của bộ phim trên các phương tiện truyền thông nhận được phản hồi có phần tiêu cực, chủ yếu là do việc Sony Pictures sử dụng một cách không phù hợp những hình ảnh của Chalamet và Garrel, thay vì tập trung vào mối quan hệ của các nhân vật chính. Daniel Megarry của tờ Gay Times mô tả việc làm này của Sony Pictures là một sự "cố tình" để "'bẻ thẳng' lại những mối tình trong phim mà đồng tính chiếm ưu thế". Benjamin Lee của The Guardian gọi những quảng bá này là "nỗ lực thảm hại để chạy đua cho giải Oscar với tư cách là một câu chuyện tình yêu khác giới". Sony Pictures Classics sau đó chiếu một lượng lớn quảng cáo để quảng bá cho Call Me by Your Name trong ngày phát hành rộng rãi của phim ở Hoa Kỳ, ngày 19 tháng 1 năm 2018. Để quảng bá cho tác phẩm tại Hàn Quốc, vào tháng 3 năm 2018, Sony Pictures đã phát hành nhiều bức ảnh hậu trường chưa từng được công bố cùng với áp phích quảng bá dạng tranh vẽ dành riêng cho thị trường nước này, minh họa bởi Son Eunkyoung.

### Các dạng phát hành khác
Ngày 24 tháng 12 năm 2017, nhóm tin tặc Hive-CM8 đã phát tán công khai bản sao lậu đĩa DVD screener của Call Me by Your Name và của một số phim được đề cử giải Oscar khác như I, Tonya và Lady Bird: Tuổi nổi loạn trên các trang web chia sẻ dữ liệu. Hơn hai tháng sau sự cố, ngày 27 tháng 2 năm 2018, Sony Pictures mới chính thức ra mắt bộ phim dưới định dạng kĩ thuật số. Ngày 13 tháng 3 năm 2018, Blu-ray và DVD của tác phẩm được phát hành, đi kèm là hai phim tài liệu ngắn về quá trình làm phim ("In Conversation with Armie Hammer, Timothée Chalamet, Michael Stuhlbarg & Luca Guadagnino" và "Snapshots of Italy: The Making of Call Me by Your Name"), một đoạn âm thanh ghi lại cảm nhận của Chalamet và Stuhlbarg, cùng với đó là video ca nhạc cho "Mystery of Love". Bộ phim đã mang về 2.100.758 USD doanh thu DVD và 1.856.909 USD doanh thu Blu-ray, tổng cộng 3.957.667 USD thu được tại Hoa Kỳ. Tại Vương quốc Anh, DVD xếp vị trí thứ bảy và Blu-ray đứng thứ tư trong bảng xếp hạng Top 100 doanh số cho cả hai định dạng.

## Đón nhận

### Doanh thu phòng vé
Call Me by Your Name thu về tổng cộng 41,9 triệu USD trên toàn thế giới, trong đó 18,1 triệu USD riêng tại Hoa Kỳ và Canada, 23,8 triệu USD ở các quốc gia khác, một con số có thể coi là thành công so với ngân sách sản xuất chỉ vỏn vẹn 3,4 triệu USD. Đây là bộ phim có doanh thu cao thứ ba trong năm 2017 của hãng Sony Pictures Classics.
Tại Hoa Kỳ, Call Me by Your Name bắt đầu có các suất chiếu giới hạn vào ngày 24 tháng 11 năm 2017 tại hai rạp chiếu phim ở thành phố New York là The Paris Theater và Union Square Theatre, cùng với đó là hai rạp ArcLight Hollywood và Landmark Theater ở Los Angeles. Tác phẩm kiếm được 404.874 USD vào cuối tuần công chiếu đầu tiên, trung bình mỗi rạp là 101.219 USD. Đây là mức trung bình cao nhất của năm 2017 và cũng là cao nhất kể từ Những kẻ khờ mộng mơ vào tháng 12 năm 2016, đồng thời đánh dấu doanh thu trung bình mỗi rạp tuần đầu tốt nhất cho một bộ phim tình cảm đồng tính kể từ Brokeback Mountain (2005). Trong tuần thứ hai, phim thu về 281.288 USD với mức trung bình mỗi rạp "xuất sắc" là 70.320 USD. Bộ phim chiếu ở chín rạp vào tuần thứ ba, mang về 291.101 USD, trung bình mỗi rạp thu được 32.345 USD. Nó đã kiếm được 491.933 USD từ 30 rạp trong tuần thứ tư, trung bình 16.398 USD mỗi rạp. Call Me by Your Name mở rộng tới 114 rạp trong tuần thứ năm và mang về 850.736 USD, trung bình 7.463 USD mỗi rạp. Doanh thu vượt qua con số 6 triệu USD vào cuối tuần thứ bảy, với thêm 758.726 USD kiếm được từ 115 rạp. Phim thu về 715.559 USD từ 174 rạp cho tới cuối tuần thứ tám, trung bình 4.185 USD mỗi rạp.
Trong tuần phát hành toàn quốc của Call Me by Your Name, cũng là tuần thứ chín kể từ khi tác phẩm được công chiếu rộng rãi, phim đã thu được tổng cộng 1,4 triệu USD từ 815 rạp, mà theo tờ Deadline Hollywood là con số thấp hơn kì vọng so với "một vài đối thủ cạnh tranh cũng đang chiếu ở số lượng rạp tương tự." Cho đến cuối tuần thứ 10, doanh thu giảm 6% xuống còn 1,3 triệu USD dù khi đó bộ phim vừa công bố giành được bốn đề cử Oscar. Với tổng cộng 9.370.359 USD thu được từ các rạp cho tới ngày 23 tháng 1 năm 2018, Call Me by Your Name là bộ phim có doanh thu thấp thứ hai trong số các đề cử Phim hay nhất của Oscar năm đó. Tuy vậy, công ty bán vé trực tuyến Fandango đưa ra thống kê rằng tác phẩm đã tăng 56% doanh thu bán vé trên hệ thống của hãng kể từ khi đề cử Phim hay nhất được công bố. Về hiệu suất phòng vé có phần "tụt hậu" của phim, Tom Brueggemann của tờ IndieWire nhận xét rằng Sony Pictures Classics "dù sao cũng đã hoàn thành tốt vai trò của mình". Trong tuần diễn ra Oscar, bộ phim thu về 919.926 USD, trung bình 1.006 USD từ 914 rạp và tiếp tục mang về 304.228 USD từ 309 rạp cho đến hết tuần thứ 16.
Call Me by Your Name có tuần công chiếu đầu tiên ở Ý với vị trí thứ bảy khi thu được 781.000 EUR, đồng thời cũng có mức trung bình mỗi rạp tốt nhất trong tuần. Tác phẩm mang về 49.170 EUR vào ngày 6 tháng 2 năm 2018 và đạt được con số 2 triệu EUR vào cuối tuần. Bộ phim trở lại vị trí thứ mười vào ngày 13 tháng 3 với việc kiếm thêm được 13.731 USD. Cho đến ngày 6 tháng 7 năm 2018, phim đã thu về tổng cộng 3.925.137 USD tại đất nước hình chiếc ủng. Ở Pháp, tác phẩm thu hút 17.152 khán giả đến 184 rạp ngay trong ngày chiếu đầu tiên, với mức trung bình "xuất sắc" ở mỗi rạp. Phim tiếp tục đón nhận 108.500 khán giả Pháp cho đến cuối tuần mở màn, trung bình 1.167 người xem mỗi rạp, mức trung bình tốt thứ hai trong tuần đó. Số khán giả tăng lên đến 238.124 người vào cuối tuần thứ ba. Cho đến ngày 17 tháng 4 năm 2018, bộ phim đã thu về 2.652.781 USD tại Pháp. Tại Vương quốc Anh, tác phẩm kiếm được 231.995 bảng (tương đương 306.000 USD) từ 112 rạp vào cuối tuần đầu tiên, bao gồm 4.000 bảng từ các buổi xem thử. Sau 10 ngày, phim thu về 568.000 bảng Anh (745.000 USD) trước khi đạt mốc 1 triệu USD (767.000 bảng Anh) vào cuối tuần thứ ba. Tính đến ngày 21 tháng 5 năm 2018, Call Me by Your Name đã kiếm được tổng cộng 2.372.382 USD từ thị trường Anh Quốc.

### Đánh giá chuyên môn
Tại buổi ra mắt đầu tiên ở Liên hoan phim Sundance 2017, Call Me by Your Name nhận được sự hoan nghênh vô cùng nhiệt liệt. Khi bộ phim được chiếu tại Hội trường Alice Tully thuộc Liên hoan phim New York, tràng pháo tay khen ngợi Call Me by Your Name kéo dài tới mười phút, con số dài nhất trong lịch sử của liên hoan. Trên hệ thống tổng hợp kết quả đánh giá Rotten Tomatoes, tác phẩm có tỷ lệ đánh giá tích cực là 94% dựa trên nhận xét của 355 chuyên gia, với điểm trung bình là 8,7/10. Phần đánh giá chung của phim trên trang web này có nội dung: "Call Me by Your Name vẽ nên bức họa vừa u buồn, vừa cảm động của mối tình đầu, với diễn xuất đầy thấu cảm đến từ Timothée Chalamet và Armie Hammer." Đây là tác phẩm điện ảnh có số lượng công chiếu giới hạn được đánh giá tốt nhất và đứng thứ hai trong số những phim tình cảm hay nhất năm 2017 được đánh giá trên trang web. Trên trang Metacritic, số điểm trung bình của phim là 93/100 dựa trên đánh giá của 53 nhà phê bình, cho thấy sự "tán dương rộng rãi". Nó cũng là bộ phim được đánh giá cao thứ năm trong năm trên Metacritic.

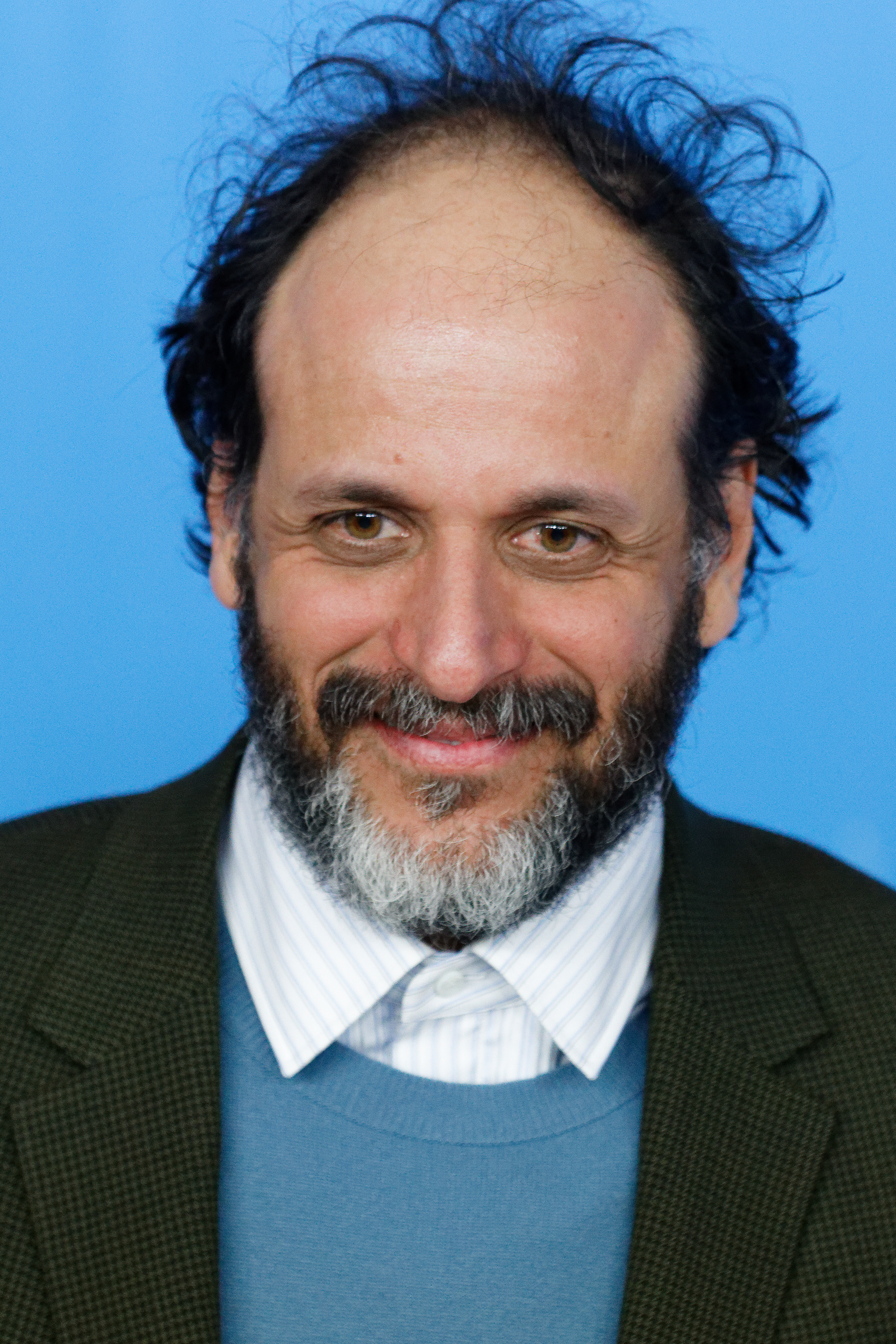
Chỉ đạo của Guadagnino được giới chuyên môn đặc biệt đánh giá cao.

Phóng viên tờ The Hollywood Reporter, Boyd van Hoeij, mô tả bộ phim chuyển thể từ cuốn tiểu thuyết của Aciman là "cực kỳ gợi cảm... chân thực và đầy thuyết phục" và gọi màn trình diễn của Chalamet là "cú đột phá thực sự của bộ phim". Peter Debruge của tờ Variety cho rằng phim đã khắc họa câu chuyện tình đầu của hai nhân vật chính vượt lên hẳn được điều vốn dễ gây chú ý đó là họ đồng tính, khen ngợi đây là "một bước tiến lớn trong việc đưa những chuyện tình đồng tính lên màn ảnh". Anh chỉ ra điểm tương đồng trong lối chỉ đạo đầy "gợi cảm" của Guadagnino với các đạo diễn khác như Pedro Almodóvar và François Ozon, đồng thời cũng đưa Call Me by Your Name "ngang hàng với các kiệt tác của họ". David Ehrlich của IndieWire khen ngợi tài đạo diễn của Guadagnino đã giúp bộ phim "đạt được kĩ nghệ tuyệt hảo và sự đồng cảm mạnh mẽ" không hề thua kém hai tác phẩm đồng tính lãng mạn được đánh giá cao trước đó là Carol (2015) và Moonlight (2016). Sam Adams của BBC viết rằng "nếu như coi bộ phim là một bức họa" thì màn trình diễn của Stuhlbarg "chính là chiếc khung nâng đỡ và hoàn thiện cho nó" và "mở ra những chân trời mới mà chúng ta chưa một lần biết tới", ca ngợi đây là "một trong những vai diễn để đời" của Stuhlbarg. Ông ca tụng bộ phim là "một trong số những tác phẩm kể từ thời hoàng kim của Patrice Chéreau và André Téchiné, có thể vừa đi vào lòng người, vừa khiến con người ta phải khao khát nó".
Ty Burr của The Boston Globe đánh giá bộ phim 3,5 sao trên 4 sao, khen ngợi đạo diễn đã "lan tỏa được thông điệp nhân đạo của mình, đồng thời cũng đưa điện ảnh lãng mạn chạm đến một tầm cao mới" và nói rằng tác phẩm "có thể chỉ là viễn tưởng nhưng rất đỗi diễm lệ và tài tình." David Morgan từ CBS dành lời khen cho nghệ thuật làm phim, thiết kế bối cảnh và trang phục khi đã "làm cho mùa hè những năm 1980 như sống lại", bên cạnh đó cũng nhận xét nhân vật của Stuhlbarg là "vị phụ huynh có tư duy tiến bộ nhất trong lịch sử điện ảnh". Trong bài viết của mình trên trang Vanity Fair, Richard Lawson cảm nhận bộ phim của Guadagnino "được làm nên bởi tình yêu thương chân thành và mục đích tốt đẹp, bởi con tim thuần khiết và trí tuệ thông suốt, khiêm nhường", tôn vinh đây là một "tác phẩm kinh điển về tình yêu đồng tính". Michael Phillips của Chicago Tribune thích thú với mắt thẩm mỹ "ngược đời một cách rất kì diệu" của đạo diễn phim, bên cạnh đó cũng ca ngợi các bài hát của Stevens đã "chạm đến tận cùng của sự đau lòng nơi người xem khi chứng kiến những xúc cảm đang chớm nở của Elio", còn màn trình diễn của Hammer được cho là "một vai diễn dễ thở và thoải mái nhất trong sự nghiệp của anh."
Tờ The Economist rất chú ý đến cái cách "nỗi đau vô hạn và niềm hạnh phúc tột cùng" đấu tranh lẫn nhau trong phim và ca ngợi Chalamet đã "thức tỉnh được những khoảng lặng trong tâm hồn con người, khắc họa cái cách người trẻ tự khám phá bản thân mình một cách trần trụi, hoang dại và đặc biệt chân thực hơn nhiều diễn viên." Kate Taylor của The Globe and Mail, người đã cho bộ phim 2,5/4 sao, cũng rất thích nỗ lực của Chalamet trong việc tái hiện thế nào là "tình đầu và nỗi đau tan vỡ không thể tránh khỏi của nó [...]", nhận xét "viễn cảnh tươi đẹp trước cơn ác mộng AIDS trong phim không phải là quá khó tin... nhưng nó cũng khá thử thách lòng kiên nhẫn của người xem."
Bộ phim cũng vấp phải một số phản hồi tiêu cực từ giới chuyên gia. Kyle Turner của tờ Paste viết, "Các tình tiết phim quá cầm chừng khiến người ta, đặc biệt là giới queer, khó mà xem được", cho rằng khoảng cách vật lý giữa các nhân vật "dự báo trước rằng bộ phim này nhút nhát y như nhân vật Elio lúc ban đầu vậy. Cứ luôn ngập ngừng mãi không thôi." Armond White của tờ Out gọi đây là một bộ phim "thương mại một cách nhu nhược", "ảo tưởng kiểu tư sản" và cho rằng cách tác phẩm thể hiện về tình yêu đồng giới đã thỏa mãn nhu cầu của khán giả queer theo hướng sai lệch. Luke Y. Thompson của Forbes chỉ trích phim là quá dài dòng và chẳng khác nào một cuốn "cẩm nang du lịch cực kỳ nhàm chán".

### Mô tả về sự chênh lệch tuổi tác trong mối quan hệ tình dục
Cốt truyện của bộ phim về mối quan hệ tình dục có sự chênh lệch tuổi tác giữa hai nhân vật chính Elio và Oliver đã thu hút nhiều ý kiến bình luận và chỉ trích—đặc biệt là tại Hoa Kỳ, nơi mà độ tuổi tối thiểu hợp pháp để đồng ý quan hệ tình dục cao hơn so với Ý. Nhân vật Elio 17 tuổi được thể hiện bởi Chalamet khi đó 21 tuổi, trong khi nhân vật Oliver 24 tuổi được thể hiện bởi Hammer khi đó 31 tuổi. MC chương trình truyền hình thực tế Queer Eye Karamo Brown đã chỉ trích tác phẩm là tôn vinh hành vi xâm hại tình dục và nhận xét rằng, "nó giống như một người đàn ông trưởng thành quan hệ tình dục với một cậu bé." Tác giả Cheyenne Mongtomery bày tỏ sự băn khoăn khi một trong hai nhân vật chính được miêu tả là một cậu bé còn người kia là một người đàn ông, nói rằng: "Elio được thể hiện rất giống một đứa trẻ: Cậu ấy cạo sạch lông mặt, cậu ấy âu yếm cha mẹ mình, lời nói của cậu ấy thường khá là trẻ con và hờn dỗi, và cậu ấy lại được miêu tả như một người tình quyến rũ với một nhân vật được thể hiện rõ ràng là một người lớn." Các bác sĩ Renee Sorrentino và Jack Turban đã viết trên Psychiatric Times:
Bộ phim này đề cập đến hành vi lạm dụng tình dục. Oliver trông lớn tuổi hơn nhiều so với độ tuổi được đưa ra là 24, trong khi Elio có vẻ như một cậu bé 17 tuổi thật sự. Elio thì mỏng manh và non nớt về tình dục. Oliver thì có kinh nghiệm và chủ động trong mối quan hệ. ...  Việc một người 24 tuổi có kinh nghiệm với rượu bia quan hệ tình dục với một cậu bé 17 tuổi say xỉn và nôn mửa liệu có phù hợp không?

Một bài viết trên The Advocate, một tạp chí dành cho cộng đồng LGBT, đã chỉ ra nhiều bộ phim mô tả các mối quan hệ dị tính có sự chênh lệch tuổi tác tương đương hoặc còn lớn hơn, chẳng hạn như mối quan hệ giữa Scarlett tuổi teen và Rhett Butler 33 tuổi trong Gone with the Wind.

### Thành tựu

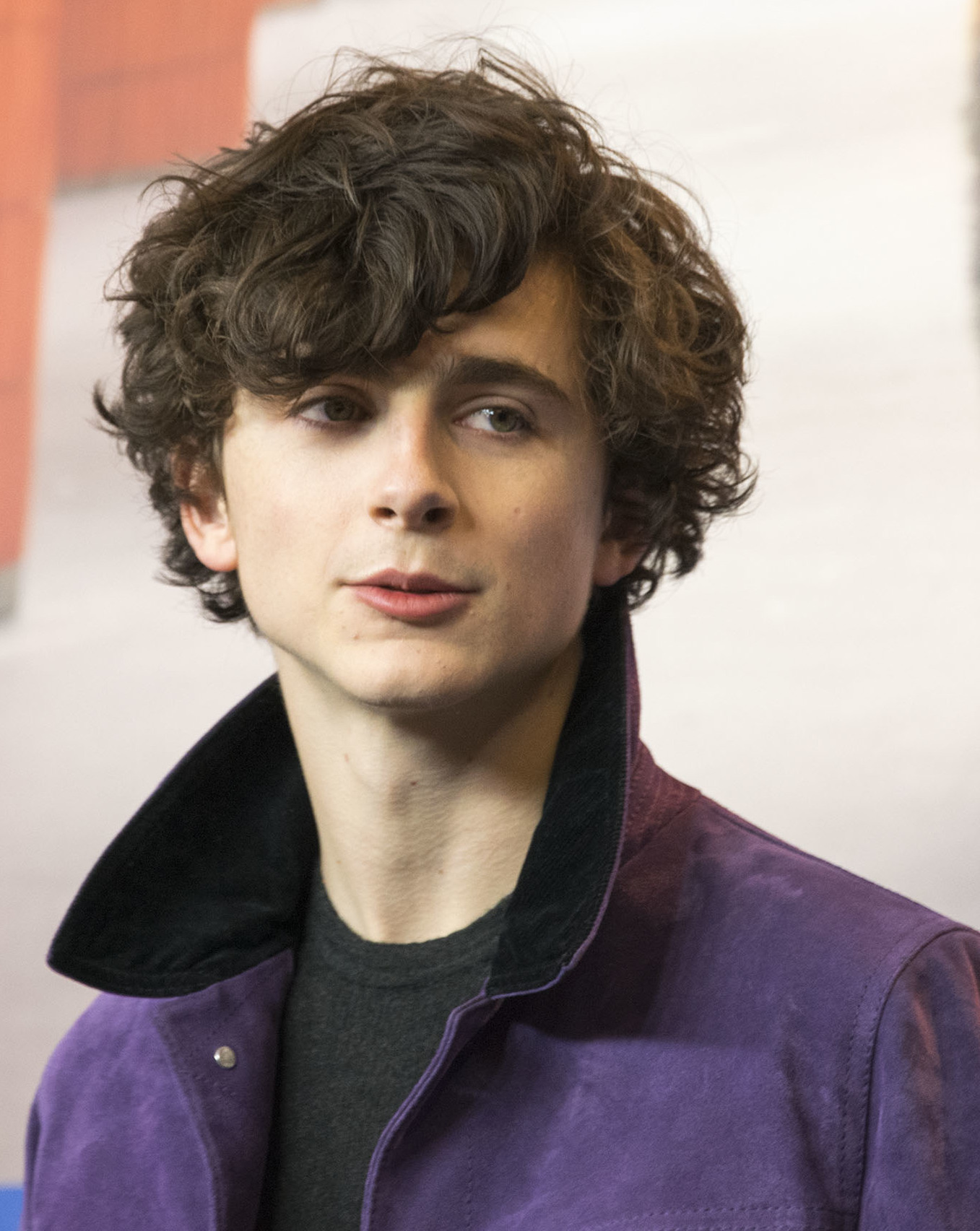
Diễn xuất của Chalamet đã nhận được nhiều lời tán dương và giúp nam diễn viên trẻ 22 tuổi được đề cử giải Oscar cho Nam diễn viên chính xuất sắc nhất, khiến anh trở thành ứng cử viên trẻ thứ ba trong lịch sử giải thưởng này.

Ủy ban Quốc gia về Phê bình Điện ảnh và Viện phim Mỹ đã bầu chọn Call Me by Your Name là một trong mười bộ phim hay nhất của năm. Tại lễ trao giải Oscar lần thứ 90, phim được đề cử cho các hạng mục Phim hay nhất, Nam diễn viên chính xuất sắc nhất (Chalamet), Bài hát gốc hay nhất ("Mystery of Love") và Kịch bản chuyển thể xuất sắc nhất, giành được giải cuối cùng (cho Ivory). Chalamet trở thành người trẻ tuổi nhất được đề cử cho hạng mục Nam diễn viên chính xuất sắc nhất trong vòng 80 năm kể từ năm 1939, trong khi đó Ivory lại có tuổi đời lớn nhất trong số những người từng đoạt giải ở bất kì các hạng mục nào. Tại Giải BAFTA lần thứ 71, Viện Hàn lâm Anh cũng đề cử bộ phim ở bốn hạng mục trong đó có Phim hay nhất, Đạo diễn xuất sắc nhất (Guadagnino) và Nam diễn viên chính xuất sắc nhất (Chalamet); Ivory tiếp tục nhận giải Kịch bản chuyển thể xuất sắc nhất. Tại lễ trao giải Quả cầu vàng lần thứ 75, tác phẩm được đề cử cho Phim điện ảnh chính kịch hay nhất, Nam diễn viên phim điện ảnh chính kịch xuất sắc nhất (Chalamet) và Nam diễn viên phụ xuất sắc nhất (Hammer).
Call Me by Your Name có tám đề cử tại lễ trao giải Critics' Choice lần thứ 23 và Ivory một lần nữa giành giải Kịch bản chuyển thể hay nhất. Bộ phim dẫn đầu Giải Tinh thần độc lập lần thứ 33 với sáu đề cử, mang về giải Nam diễn viên chính xuất sắc nhất cho Chalamet và Quay phim xuất sắc nhất cho Mukdeeprom. Tại lễ trao giải của Nghiệp đoàn Diễn viên Màn Ảnh (SAG) lần thứ 24, Chalamet được đề cử cho giải Nam diễn viên chính đột phá. Bộ phim giành giải Phim xuất sắc thuộc khuôn khổ lễ trao giải GLAAD Media lần thứ 29. Ở Ý, chiến thắng cho hạng mục Biên tập xuất sắc nhất đã gọi tên Fasano tại hai lễ trao giải là Giải Nastro d'Argento lần thứ 73 và Giải Golden Ciak lần thứ 33. Ủy ban Quốc gia về Phê bình Điện ảnh, Giải thưởng phim độc lập Gotham và Giải thưởng Điện ảnh Hollywood đều trao tặng Chalamet giải Nam diễn viên đột phá của họ.
Trong loạt các bài viết liên quan đến chủ đề những bộ phim hay nhất thập niên 2010, trang IndieWire đã xếp Call Me by Your Name là tác phẩm hay thứ 18 của thập kỷ và Chalamet được xếp hạng thứ 39 trong số những màn trình diễn xuất sắc nhất. Consequence of Sound đã xếp tác phẩm ở vị trí thứ 23 trong số các bộ phim hay nhất thập niên, trong khi Rolling Stone xếp phim ở vị trí 40 và Little White Lies xếp phim ở vị trí 47.

### Cộng đồng người hâm mộ
Call Me by Your Name đã thu hút một lượng lớn người hâm mộ quốc tế. Trong suốt thời gian công chiếu tại các liên hoan phim, nhiều người đã vượt biên giới và đại dương để có cơ hội trở thành những người đầu tiên xem tác phẩm này. Năm 2018, Barb Mirell đã xuất bản một cuốn sách tập hợp các câu chuyện từ người hâm mộ trên khắp thế giới về ý nghĩa của bộ phim đối với họ. Đầu năm 2018, bộ phim đã thu hút được sự quan tâm từ phía phụ nữ dị tính tại Trung Quốc, những người coi đây là một câu chuyện tình lãng mạn kiểu "boys' love" của phương Tây, điều này được thể hiện qua sự phổ biến của phim trên mạng xã hội và cơ sở dữ liệu truyền thông Trung Quốc Douban.
Sau khi một fan hâm mộ người Ý công bố tọa độ của các địa điểm quay phim, việc đến thăm Crema đã trở thành một cuộc hành hương tôn giáo đối với người hâm mộ của bộ phim. Hiện nay, thành phố này cung cấp các tour du lịch chính thức.

## Phần tiếp theo
Guadagnino từng cân nhắc về ý định làm phần tiếp theo của bộ phim ngay từ khi tác phẩm được ra mắt tại Sundance, nhận thấy các nhân vật "hoàn toàn có thể vươn ra khỏi ranh giới của bộ phim." Vào tháng 10 năm 2017, ông hy vọng rằng tới năm 2020 có thể làm phần hai cho phim, kể tiếp câu chuyện về Oliver và Elio khi họ già đi, dựa theo phong cách của loạt phim The Adventures of Antoine Doinel của đạo diễn François Truffaut. Guadagnino nói: "Nếu so sánh tuổi của Elio trong phim với tuổi của Timothée, thì ba năm nữa, Timothée sẽ 25, đúng bằng tuổi Elio vào thời điểm câu chuyện thứ hai diễn ra". Trong tiểu thuyết, Elio và Oliver tái hợp 15 năm sau, khi Oliver đã có vợ. Vị đạo diễn nói rằng trong phần tiếp theo, ông "không nghĩ Elio nhất thiết phải trở thành một người đồng tính nam. Cậu ấy vẫn chưa tìm thấy chỗ đứng của mình... Tôi tin rằng cậu ấy sẽ lại yêu đương nồng nhiệt với Marzia một lần nữa."
Guadagnino cũng chú ý đến bối cảnh chính trị những năm 1990: "Đó là thời điểm Liên Xô sụp đổ, trật tự thế giới mới được lập ra, cái gọi là 'dấu chấm hết của dòng chảy lịch sử' mà cuốn sách của Francis Fukuyama đã đề cập đến... cũng là khi thời đại của Silvio Berlusconi bắt đầu ở Ý và hẳn là nó có liên quan đến [Chiến tranh vùng Vịnh thứ nhất của] Iraq." Tháng 11 năm 2017, Guadagnino chia sẻ ý định thực hiện một loạt phim gồm năm phần, mà qua đó khán giả có thể "thấy được sự trưởng thành của các diễn viên cũng như sự hóa thân hoàn toàn vào nhân vật của họ." Một tháng sau, ông được cho là đã bắt đầu viết kịch bản cho phần tiếp theo, một kịch bản tiết lộ nhiều hơn về nhân vật Oliver—nét tương đồng với loạt phim Up của Michael Apted. Hammer và Chalamet bày tỏ hứng thú với việc tiếp tục xuất hiện trong phần hai, nhưng Ivory lại tỏ ra ngờ hoặc: "Đó là một ý hay. Nhưng không hiểu bọn họ định làm thế nào để Chalamet giống một người đã 40 tuổi!"
Vào tháng 1 năm 2018, Guadagnino tiết lộ bối cảnh thời gian của phần tiếp theo sẽ là "ngay sau khi Bức tường Berlin sụp đổ và thời khắc chuyển giao đó... cũng là dấu chấm hết của liên bang Xô Viết" và cảnh mở đầu có thể là Elio đang xem bộ phim Pháp đầu tiên đề cập đến AIDS, Encore (1988) của Paul Vecchiali, trong rạp chiếu phim. Tháng 3 năm 2018, Guadagnino xác nhận ông sẽ hợp tác với tác giả Aciman trong phần hai, "năm hoặc sáu năm sau" với "một sắc màu hoàn toàn khác" so với bộ phim đầu tiên. Ông cũng nói rằng Hammer và Chalamet sẽ tiếp tục vai trò của họ nhưng với bối cảnh khác hoàn toàn khi hai nhân vật chính "du ngoạn vòng quanh thế giới". Hammer tiết lộ anh đã được Guadagnino giao kịch bản: "Nó chưa thực sự được hoàn thiện, nhưng ông ấy đã có cho mình mọi ý tưởng rồi." Tháng 4 năm 2018, trong một cuộc phỏng vấn cho The Sydney Morning Herald, Aciman chia sẻ rằng ông và Guadagnino "chưa chắc chắn" về phần tiếp theo: "[Guadagnino] có khá nhiều dự án trong thời gian tới và tôi cũng vậy. Chúng tôi vẫn hay trêu đùa lẫn nhau về phần tiếp theo nhưng chính tôi cũng không rõ liệu cả hai có thực sự nghiêm túc không nữa." Tháng 7 năm 2018, Stuhlbarg nói rằng Guadagnino và Aciman rất hào hứng về dự án và vị đạo diễn đang rất "nghiêm túc". Ông cũng bày tỏ niềm vui khi được tiếp tục vai diễn của mình, nói: "Có lẽ mọi thứ sẽ rất khác so với ban đầu đấy, nhưng tôi luôn sẵn sàng cho những thử nghiệm mới." Hai tháng sau, Hammer chia sẻ với tờ Variety: "Bộ phim sẽ sớm trở thành hiện thực thôi, vì đã và đang có những con người thực sự làm việc chăm chỉ để nó không chỉ còn là kế hoạch trên tờ giấy."
Trong một cuộc phỏng vấn với Time vào tháng 10 tháng 2018, Chalamet so sánh phần phim tiếp theo với Boyhood (2014) của đạo diễn Richard Linklater và nói rằng Hammer, Aciman và Guadagnino đều có ý định trở lại cho phần sau của bộ phim. Cùng tháng đó, Guadagnino tiết lộ rằng ông đã đề nghị nữ diễn viên Dakota Johnson, một cộng sự quen thuộc của mình, vào vai người vợ của Oliver trong phần hai. Ông mô tả nhân vật của cô là "một người đàn bà New England lẳng lơ" và nhiều khả năng cô sẽ có con với Oliver. Theo ông, bộ phim sẽ là "một chương mới trong cuốn nhật kí cuộc đời" của các nhân vật hơn là một phần tiếp theo và có thể tốn một khoảng thời gian khá dài để hoàn thành tác phẩm trong bối cảnh lịch trình của ông rất bận rộn: "Tôi thậm chí chẳng có chút thời gian dành cho bản thân vì bận quảng bá cho Suspiria... tôi cũng chưa có tâm trí và thời gian thực sự để sắp xếp những ý tưởng lên bàn và suy nghĩ về chúng." "Một vấn đề lớn nữa đó là tiêu đề của bộ phim," ông nói, "không thể nào là Call Me by Your Name Two được". Tại Liên hoan phim SCAD Savannah vào tháng 10 cùng năm, Hammer cho biết Guadagnino đã viết được một cốt truyện tiềm năng cho phần tiếp theo và nó có thể sẽ trở thành hiện thực trong một vài năm nữa: "[Guadagnino] muốn chờ đợi cho tất cả cùng già đi một chút để hợp lý hóa khoảng thời gian, giống như cái cách Linklater đã làm vậy." Trong một cuộc phỏng vấn với Dazed vào tháng 11, vị đạo diễn chia sẻ về phần phim sau, "Nó tựa như một đóa hoa mỏng manh đang nở rất đỗi chậm rãi vậy. Thế nên bây giờ chắc chắn chưa phải là lúc để vội ngắt đi rồi trưng vào bình."
Vào tháng 11 năm 2018, Ivory xác nhận ông sẽ không góp mặt trong quá trình sản xuất cho phần tiếp theo và cũng chia sẻ suy nghĩ của Aciman về phần phim này, rằng "đó không phải là một ý hay". Tuy nhiên chưa đầy một tuần sau, Aciman cho biết thực tế ông đang viết phần hai cho tiểu thuyết Call Me by Your Name. Cuốn tiểu thuyết mang tựa đề Tìm em nơi anh, đã chính thức được xác nhận vào ngày 20 tháng 3 năm 2019 và sau đó phát hành vào ngày 29 tháng 10 bởi nhà xuất bản Farrar, Straus and Giroux. Cũng trong tháng 3 năm 2019, Hammer tiết lộ rằng trên thực tế bộ phim đang không trong quá trình sản xuất, cũng như anh chưa hề thảo luận rõ ràng với Chalamet hay Guadagnino về nó. Anh cảm thấy rằng phần tiếp theo có thể sẽ không chạm đến kì vọng của mọi người: "Phần đầu của bộ phim quá hoàn hảo đến độ nếu như làm phần hai, tôi nghĩ chúng ta đang tự làm mình thất vọng. Liệu nó có thừa hưởng được chút nào từ phần trước hay không... theo tôi thì, 'Phần một đã quá đặc biệt rồi, tại sao chúng ta không để nó yên?'"
Tháng 3 năm 2020, trong một bài phỏng vấn với tờ la Repubblica của Ý, Guadagnino chia sẻ rằng do ảnh hưởng của đại dịch COVID-19, ông phải tạm hoãn dự định đến Mỹ gặp gỡ biên kịch yêu thích của mình, người mà ông "không tiện nêu tên ở đây", để cùng bàn về phần phim thứ hai. "Được làm việc cùng với Timothée Chalamet, Armie Hammer, Michael Stuhlbarg, Esther Garrel và các diễn viên còn lại là rất tuyệt vời. Họ sẽ đều góp mặt trong bộ phim mới", vị đạo diễn nói. Trả lời phỏng vấn với tạp chí GQ Anh Quốc vào tháng 9, Hammer tiếp tục giải đáp thắc mắc về tiến độ của bộ phim: "Tôi đã cùng [Guadagnino] trò chuyện, tuy nhiên chúng tôi chưa khởi động dự án. Thậm chí tôi cũng chưa đọc cuốn sách. Tôi được biết rằng, cho dù Luca đã nắm bắt được cách kể tiếp câu chuyện nhưng ông ấy vẫn chưa hoàn thành kịch bản, vậy nên tôi không rõ nó sẽ giống hay khác như thế nào so với cuốn tiểu thuyết Tìm em nơi anh. Tôi hiểu rằng một khi chúng tôi bắt tay vào thực hiện bộ phim, tôi cần tập trung vào cách nhìn của Luca hơn là tập trung vào Tìm em nơi anh."
Các cáo buộc đời tư của Hammer nổ ra vào đầu năm 2021—dẫn đến việc nam diễn viên bị gạch tên khỏi hầu hết các dự án điện ảnh—đã làm dấy lên nghi ngờ về tính khả thi của phần tiếp theo, nhưng Stuhlbarg hy vọng rằng bộ phim vẫn sẽ được thực hiện. Tháng 5 năm 2021, Guadagnino chia sẻ trong một cuộc phỏng vấn với Deadline rằng phần hai của phim không còn là sự ưu tiên của ông nữa, cũng như bày tỏ sự bận rộn khi đã và đang tiến hành nhiều dự án phim khác.